# Figuren aus der Sonic-the-Hedgehog-Reihe
Dieser Artikel listet die Figuren aus der Videospielreihe Sonic the Hedgehog von Sega auf und beschreibt die wesentlichen Merkmale der aufgelisteten Charaktere, sowie die jeweilige Rolle der Figur in der Geschichte der Spieleserie.
Nachdem sich das erste Spiel Sonic the Hedgehog (1991) noch ausschließlich auf den Kampf zwischen Sonic the Hedgehog und Dr. Eggman konzentrierte, führte der Nachfolger Sonic the Hedgehog 2 (1992) Sonics Sidekick Miles Tails Prower ein. In Sonic the Hedgehog CD (1993) debütierten das Igelmädchen Amy Rose und Sonics Roboter-Ebenbild Metal Sonic. Mit Sonic the Hedgehog 3 (1994) wurde der Charakter Knuckles the Echidna eingeführt, der zunächst auf Dr. Eggmans Seite war, sich dann aber mit Sonic anfreundete, während Shadow the Hedgehog, eine Kreation von Professor Gerald Robotnik, erstmals in Sonic Adventure 2 (2001) auftrat.
Über die Jahre kam eine immer höhere Zahl an Charakteren hinzu, die sich teils in der Serie etablieren konnten oder teils auch nicht. Sie haben alle eigene Geschichten, Hintergründe, Charakterzüge und Fähigkeiten. Sonic-Spiele können je nach auftauchenden Mix der im Spiel befindlichen Charaktere einen anderen Ton bzw. Dynamik entwickeln.
Diese und einige weitere Charaktere, die in den verschiedenen Sonic-Spielen auftreten, sowie Charaktere, die in anderen Medien, wie Comicreihen oder Kinofilmen eine Rolle spielen, sind nachfolgend aufgeführt.

## Hauptcharaktere
Die nachfolgenden Charaktere sind aus der Sonic-Spielereihe nicht mehr wegzudenken, da sie elementar zum Franchise gehören, in den allermeisten Spielen auftreten und ihre Geschichten das Fundament der Serie darstellen.

### Sonic the Hedgehog
Sonic the Hedgehog (japanisch: ソニック・ザ・ヘッジホッグ Hepburn: Sonikku za Hejjihoggu) ist ein blauer Igel, der die Fähigkeit besitzt, mit Schallgeschwindigkeit zu rennen, daher auch sein Name (englisch sonic, ‚Schall‘). Sonic hat einen blauen Körper mit großen Stacheln und einem kleinen Schweif am Rücken, hautfarbene Arme, Bauch und Schnauze, eine kleine schwarze Nase, große weiße Augen mit grünen (früher schwarzen) Pupillen, trägt weiße Handschuhe und rot-weiße Schuhe. Sonic ist freiheitsliebend, furchtlos, abenteuerlustig, ungeduldig und gutherzig zu jedem, den er trifft. Doch wenn er jemanden begegnet, der anderen Unrecht antut, wie es bei Dr. Eggman der Fall ist, ist Sonic entschlossen, den Schwächeren zu helfen und Bösewichten Einhalt zu gebieten. Er hält seine Versprechen, liebt Chilidogs und hasst Traurigkeit, die er bei jedem zu unterbinden versucht. Sein bester Freund ist Tails, gefolgt von Knuckles und Amy. Seine Spin Attack, mit der er sich zu einer Kugel zusammenrollt und Gegnern schaden kann, sowie der Spin Dash oder die Homing Attack, haben sich viele Mitstreiter bei Sonic abgeschaut. Seine große Schwäche ist das Wasser, vor dem er große Angst hat, da er nicht schwimmen kann und seine Geschwindigkeit im Wasser stark abnimmt. Mit den sieben Chaos Emeralds kann sich Sonic zu Super Sonic, in Sonic 3 & Knuckles (1994) mit den sieben Super Emeralds zu Hyper Sonic, in Sonic und die Geheimen Ringe (2007) zu Darkspine Sonic und in Sonic und der Schwarze Ritter (2009) zu Excalibur Sonic verwandeln.
Entworfen von Naoto Ōshima, debütierte Sonic mit einem Gastauftritt bei Rad Mobile (1991), noch vor seinem großen, ersten eigenen Spiel Sonic the Hedgehog (1991), welches am 23. Juni 1991 erschien. Seither sind hunderte weitere Sonic-Spiele erschienen, in denen Sonic die verschiedensten Charaktere trifft und die unterschiedlichsten Abenteuer erlebt. Einen Meilenstein nach einigen erfolgreichen, zweidimensionalen Jump ’n’ Runs setzte Sonic Adventure (1998), welches dreidimensionales Gameplay etablierte und komplexe Handlungserzählungen mit Synchronsprechern einführte. Als in den Folgejahren immer mehr Charaktere zur Serie hinzustießen, gab es manchen Reboot, wie schon am Namen an Sonic the Hedgehog (2006) erkennbar, oder bei Sonic the Hedgehog 4: Episode I (2011), welches sich wieder ausschließlich auf den Kampf zwischen Sonic und Dr. Eggman konzentrieren sollte.
Sonics Auftreten und Persönlichkeit variiert auch in den verschiedenen Medien. Ist er in der ersten TV-Serie Sonic der irre Igel (1993–1996) noch nahezu überheblich mit hohen Komiker-Anteil, so zeigt er in den Serien Sonic SatAM (1993–1994) und Sonic Underground (1999), in denen Dr. Robotnik nahezu die ganze Welt beherrscht und Sonic zu den Widerstandskämpfern zählt, einen erwachseneren und ernsternen Charakter. Da sich der Kinofilm Sonic the Hedgehog (1996) und die TV-Serie Sonic X (2003–2005) nahe an den Videospielen orientieren, verfügt Sonic hier über seinen gewohnten Charakter, zudem etablierte die Serie in mehreren Sprachräumen viele englische und deutsche Synchronsprecher, die ihren Charakteren zum Teil noch bis heute ihre Stimme leihen. Sonics oft gleichgültige, teils faule und unmotivierte Art in den Spielen und der Serie Sonic Boom (2014–2017) wird ebenso kritisiert wie die oft kindliche, naive und überdrehte Darstellung in den Kinofilmen Sonic the Hedgehog (2020) und Sonic the Hedgehog 2 (2022).
Sonics japanischer Synchronsprecher ist nach Takeshi Kusao (1991–1993), Masato Nishimura (1993), Junko Takeuchi (1994–1996), Masami Kikuchi (1996), Keiko Toda (1999) und Taishi Nakagawa (2020–2022) derzeit Jun'ichi Kanemaru (in allen Medien, seit 1998), auf Englisch nach Jaleel White (1993–1999), Meg Inglima (1996), Martin Burke (1999), Ryan Drummond (1998–2004), Jason Anthony Griffith (2003–2010) und Deven Mack (in der Serie Sonic Prime, 2022–2024) derzeit Roger Craig Smith (in den Videospielen, seit 2010) und Ben Schwartz (in den Kinofilmen, seit 2020) und auf Deutsch nach Simon Jäger (1995–1996), Tobias Müller (2001, 2012–2019) und Jan Makino (in der Serie Sonic Prime, 2022–2024) derzeit Marc Stachel (in den Videospielen, seit 2004) und Julien Bam (in den Kinofilmen, seit 2020).
- Debüt: Rad Mobile (1990)
- Aktuellster Auftritt: Sonic X Shadow Generations (2024)

### Miles Tails Prower
Miles Prower (japanisch: マイルス・パウアー Hepburn: Mairusu Pauā), besser bekannt unter seinem Rufnamen Tails (englisch: ‚Schwänze‘; japanisch: テイルス Teirusu), ist ein zweischwänziger Fuchs und gilt als loyaler, zuverlässiger Freund und Sidekick von Sonic. Er hat orangefarbenes und weißes Fell, blaue Augen, trägt weiße Handschuhe und rot-weiße Schuhe. Sein Alleinstellungsmerkmal ist, dass er über zwei Fuchsschwänze verfügt, die er kontrolliert nutzen und somit auch als Propeller zum Fliegen, Schwimmen oder zusätzlichem Geschwindigkeitsantrieb beim Laufen verwenden kann, womit erklärt wird, weshalb er mit Sonics Schnelligkeit mithalten kann. Auch verfügt Tails über technisches Geschick und ist mit dem Bauen und Verwenden von Maschinen und Vehikeln vertraut, weswegen er auch Sonics Doppeldecker-Flugzeug namens Tornado fliegen kann und hin und wieder modifiziert oder aufrüstet. Mit den sieben Chaos Emeralds kann sich Tails in seltenen Fällen zu Super Tails verwandeln, in Sonic 3 & Knuckles (1994) mit den sieben Super Emeralds sogar zu Hyper Tails.
Entworfen von Yasushi Yamaguchi, debütierte Tails in Sonic the Hedgehog 2 (8-Bit) (1992) und wurde kurz darauf mit seinem Auftritt in Sonic the Hedgehog 2 (1992) bekannt. Seither ist er häufig in vielen Sonic-Spielen an Sonics Seite zu sehen und oft auch ein spielbarer Charakter. In drei Spielen ist Tails zudem der namensgebende Hauptcharakter: Tails and the Music Maker (1994) für Sega Pico sowie Tails’ Skypatrol (1995) und Tails Adventure (1995) für das Sega Game Gear. Zudem ist er auch einer der sechs Hauptcharaktere, deren Sichtweise in Sonic Adventure (1998) behandelt wird oder im Team mit Sonic und Knuckles in Sonic Heroes (2003) unterwegs. Auch beispielsweise in Sonic the Hedgehog (2006), Sonic Unleashed (2008), Sonic Colours (2010), Sonic Lost World (2013) oder in den Spielen und der TV-Serie von Sonic Boom (2014–2017) weicht Tails nicht von Sonics Seite. Als Sonic in Sonic Forces (2017) besiegt wird und für einige Monate gefangen bleibt, macht sich Tails riesige Vorwürfe und wandert allein umher, anstatt sich der Widerstandsbewegung anzuschließen. Umso größer ist danach die Wiedersehensfreude mit Sonic.
Tails’ japanische Synchronsprecherin ist Ryō Hirohashi (in allen Medien, seit 2003), auf Englisch nach Amy Palant (2005–2010), Kate Higgins (2010–2013) und Ashleigh Ball (in der Serie Sonic Prime, 2022–2024) derzeit Colleen O’Shaughnessey (in den Videospielen und Kinofilmen, seit 2014) und auf Deutsch nach Wanja Gerick (1995–1996) und Anke Kortemeier (2004–2017) derzeit Paulina Weiner (in allen Medien, seit 2019).
- Debüt: Sonic the Hedgehog 2 (8-Bit) (1992)
- Aktuellster Auftritt: Sonic X Shadow Generations (2024)

### Knuckles the Echidna
Knuckles the Echidna (japanisch: ナックルズ・ザ・エキドゥナ Nakkuruzu za Ekiduna) ist ein roter Ameisenigel und ein starker Kämpfer, der mit seinen Fäusten Felsen zerschmettern, in der Luft gleiten und an Wänden klettern kann. Sein Körper ist vorwiegend rot mit einer weißen, bumerangförmigen Stelle auf der Brust, einer beigefarbenen Schnauze und einer schwarzen Nase. Seine roten Stacheln hängen wie Dreadlocks etwa bis auf Brusthöhe herunter und er verfügt über einen kleinen, roten Schweif. Auffällig sind seine großen, faustförmigen Handschuhe mit je zwei Stacheln darauf, die seine Schlagfertigkeit unterstreicht und ihm seinen Namen Knuckles (englisch für Knöchel) eingebracht hat. Er trägt Schuhe mit roten Kappen, gelben Akzenten auf der Seite und einer mit Schrauben befestigten Metallplatte auf der Oberseite. Im Grunde ist Knuckles gutherzig, aber auch naiv und kann schnell temperamentvoll werden. Er gilt als der letzte, lebende Echidna, der auf seiner Heimat, der schwebenden Insel Angel Island, den mächtigen Master Emerald, den größten Schatz seines Volkes, mit seinem Leben beschützt. Knuckles debütierte in Sonic the Hedgehog 3 (1994), als er sich Sonic und Tails in den Weg stellte und ihnen das Abenteuer stets erschwerte, um Dr. Eggman zu helfen, da dieser ihm einredete, Sonic würde kommen, um den Master Emerald zu stehlen. Im direkten Nachfolgespiel Sonic & Knuckles (1994) wurde Knuckles jedoch von Dr. Eggman hintergangen, als dieser den von Knuckles bewachten Master Emerald hinter seinem Rücken stahl. Daraufhin wechselte Knuckles die Fronten und steht seither auf Sonics Seite im Kampf gegen Dr. Eggman, auch wenn er oft als Einzelgänger unterwegs ist. Ab Sonic Adventure 2 (2001) bekommt es Knuckles zudem mit der Fledermaus Rouge the Bat zu tun, einer Schatzjägerin, mit der sich die Wege immer wieder unliebsam kreuzen. Jedoch scheinen beide im Laufe des Abenteuers Gefallen aneinander zu finden und Rouge kann Knuckles nach einem romantischen Moment immer wieder mit ihrem Charme in Verlegenheit bringen. Mit den sieben Chaos Emeralds kann sich Knuckles zu Super Knuckles verwandeln, in Sonic 3 & Knuckles (1994) mit den sieben Super Emeralds sogar zu Hyper Knuckles.
Entworfen von Takashi Yuda, debütierte Knuckles in Sonic the Hedgehog 3 (1994), wo er zunächst nur im Mehrspielermodus spielbar war. Im daraufhin erschienenen Sonic & Knuckles (1994) war Knuckles einer der beiden spielbaren Charaktere neben Sonic und bekam auf dem Sega 32X schließlich mit Knuckles’ Chaotix (1995) sein eigenes Spiel als Hauptcharakter. Knuckles etablierte sich als ein wichtiger Charakter für die Serie, der in vielen Sonic-Spielen auftrat und spielbar war, beispielsweise in Sonic Adventure (1998), Sonic Adventure 2 (2001), Sonic Heroes (2003) oder Sonic Rivals (2006). Im Sonic-Boom-Universum, wie dem Spiel Sonic Boom: Lyrics Aufstieg (2014) oder der TV-Serie Sonic Boom (2014–2017), verändert sich Knuckles’ Aussehen und Charakter gravierend. Dort ist er plötzlich deutlich größer und muskulöser als Sonic, Tails oder Amy und besticht neben den Bandagen an seinen Schultern, Fußknöcheln und Händen, die seine kompletten, großen Handschuhe bedecken, vor allem durch einen aufgepumpten Oberkörper. Auch charakterlich handelt es sich in dieser Nebenserie um eine gänzlich andere Figur, da Knuckles hier als dümmlicher Muskelprotz dargestellt wird, der zwar kräftig, aber intelligenzgemindert auftritt. Es ist unklar, ob Knuckles’ naive Seite hier bewusst extrem überspitzt als dümmlich dargestellt wird oder fehlinterpretiert wurde. Außerhalb der Boom-Serie kehrte man in den nachfolgenden Spielen und anderen Medien, zum Beispiel in Sonic Forces (2017), zu seinem vorherigen Charakter und Äußeren zurück. Auch der Kinofilm Sonic the Hedgehog 2 (2022) basiert auf den eigentlichen Knuckles, auch wenn er dort grimmiger und kampfbesessener dargestellt wird und seine Schwebefähigkeit nicht besitzt bzw. nicht einsetzt.
Knuckles’ japanischer Synchronsprecher ist Nobutoshi Canna (in allen Medien, seit 1998), auf Englisch nach Scott Dreier (2001–2004), Dan Green (2005–2010), Travis Willingham (2010–2019) und Adam Nurada (in der Serie Sonic Prime, 2022–2024) derzeit Dave Mitchell (in den Videospielen, seit 2019) und Idris Elba (im Universum der Kinofilme, seit 2022) und auf Deutsch nach Christoph Banken (in der Serie Sonic Prime, 2022–2024) derzeit Claus-Peter Damitz (in den Videospielen, seit 2004) und Oliver Stritzel (im Universum der Kinofilme, seit 2022).
- Debüt: Sonic the Hedgehog 3 (1994)
- Aktuellster Auftritt: Sonic X Shadow Generations (2024)

### Amy Rose
Amy Rose (japanisch: エミー・ローズ Emī Rōzu), auch bekannt als Rosy the Rascal, ist ein pinkes Igelmädchen, welches verliebt in Sonic ist und daraus kein Geheimnis macht, oft sogar angibt, seine feste Freundin zu sein. Jedoch ist unklar, ob dies auf Gegenseitigkeit beruht und Sonic dies hingegen nicht offen zeigt oder nicht daran interessiert ist, mehr als eine Freundschaft zu Amy zu pflegen. Amy ist eine Frohnatur, offen, energiegeladen, mitfühlend, kindlich und doch mutig, tritt oft freundlich und liebenswert auf, aber kann schnell verärgert, temperamentvoll, wütend oder traurig werden. Sie ist fasziniert von Tarotkarten, die sie legt, um in ihre Zukunft zu sehen und mag Shopping. Fähigkeiten wie die Spin Attack konnte sich Amy nie aneignen, dafür verfügt sie über einen großen Piko Piko Hammer, den sie als Waffe nutzen kann.
Entworfen von Naoto Ōshima und Kazuyuki Hoshino, debütierte Amy in Sonic the Hedgehog CD (1993), wo sie Sonic auf den Little Planet gefolgt war, dann aber von Metal Sonic entführt wurde. Nachdem Sonic sie gerettet und in Sicherheit gebracht hatte, verliebte sie sich nur noch mehr in ihn. Nach ein paar kleineren Auftritten änderte Amy ab Sonic Adventure (1998) ihr Äußeres drastisch und half den Helden fortan, wo sie konnte. Nachdem sie Sonic zeitweise nahezu penetrant mit ihren Gefühlen bedrängte, legte sich dies in späteren Abenteuern leicht. In Sonic Heroes (2003) war Amy die Anführerin von Team Rose und hatte dabei Big the Cat und Cream the Rabbit an ihrer Seite. Amy ist in vielen Sonic-Spielen, vor allem in Mehrspieler-geeigneten Games, spielbar. In Sonic Origins Plus (2023) wurde Amy als neuer, spielbarer Charakter für Sonic the Hedgehog (1991), Sonic the Hedgehog 2 (1992), Sonic the Hedgehog CD (1993) und Sonic 3 & Knuckles (1994) hinzugefügt und auch im neuen Sonic Superstars (2023) ist Amy eine der spielbaren Charaktere.
Amys japanische Synchronsprecherin ist Taeko Kawata (in allen Medien, seit 1998), auf Englisch nach Jennifer Douillard (1999–2004), Lisa Ortiz (2005–2010) und Shannon Chan-Kent (in der Serie Sonic Prime, 2022–2024) derzeit Cindy Robinson (in den Videospielen, seit 2010) und auf Deutsch nach Shandra Schadt (2004–2017) derzeit Anna Gamburg (in allen Medien, seit 2019).
- Debüt: Sonic the Hedgehog CD (1993)
- Aktuellster Auftritt: Sonic X Shadow Generations (2024)

### Dr. Eggman
Dr. Ivo Robotnik (japanisch: ドクター・ロボトニック Hepburn: Dokutā Robotonikku), besser bekannt unter seinem Rufnamen Dr. Eggman (japanisch: ドクター・エッグマン Hepburn: Dokutā Egguman), ist ein verrückter Wissenschaftler und der Erzfeind von Sonic the Hedgehog, der seit Beginn an in fast allen Videospielen, TV-Serien und Kinofilmen der Serie auftritt und sich Sonic und seinen Freunden, oft fliegend in seinem Egg Mobile, immer wieder mit seinen Robotern, Erfindungen oder Finten in den Weg stellt. Er gilt als einer der ikonischsten Bösewichte in Videospielen mit einem hohen Wiedererkennungswert durch seinen eierförmigen Körper, die Glatze, dem kleinen Zwicker und dem auffälligen, seitlich wildwachsenden Schnauzbart. Seine Fähigkeiten, die unterschiedlichsten Roboter, Killermaschinen und riesige, fliegende Festungen erbauen zu können, scheinen ihn größenwahnsinnig gemacht zu haben. Da er sich der Welt und ihrer Bewohner überlegen fühlt, strebt er an, die bestehende Welt zu erobern und nach seinen Vorstellungen zu formen, was er Eggmanland oder Eggman Empire nennt. Dafür sucht er auch weitere Machtquellen, wie zunächst die sagenumwobenen Chaos Emeralds. Als er dafür beginnt, die Tiere von South Island innerhalb von Robotern oder Sammelkapseln gefangen zu nehmen, wird Sonic auf ihn aufmerksam und durchkreuzt seine Pläne, sammelt sogar selbst immer wieder die Chaos Emeralds, um sie vor Dr. Eggman zu bewahren. Für ihn wird Sonic zu einem unüberwindbaren Hindernis, der seine immer komplexeren Pläne vereitelt und daher auch immer ausgefeiltere Fallen stellt oder Kampfroboter baut. Dr. Eggman nutzt sein technisches Wissen, um Scharen von Robotern, aber auch immer hochmodernere, fliegende Festungen und tödliche Maschinen, darunter beispielsweise das Death Egg, den Egg Carrier oder Metal Sonic zu bauen, in der Hoffnung, dass diese Sonic und seine Freunde aufhalten können, um die Welt zu erobern.
Mehreren Angaben zufolge wird Dr. Eggman ein IQ von 300 nachgesagt, der jedoch aufgrund von Sicherheitslücken seiner Werke, die Sonic nutzen kann, um ihn wieder zu besiegen, bezweifelt wird. Obwohl Dr. Eggman einen immer größeren Hass auf Sonic entwickelt und sich auch oft als rücksichtlos und jähzornig zeigt, so beweist er doch Fingerspitzengefühl, als er Knuckles in Sonic the Hedgehog 3 (1994) täuschen, auf seine Seite ziehen und gegen Sonic aufhetzen kann. Auch nimmt er Sonics Freunde Tails oder Amy als erkannte Schwachpunkte mehrmals gefangen. Mit der Zeit lernt er Sonics Prinzipien kennen und kann seine nächsten Schritte immer besser vorhersehen, wie den Täuschungstrick mit dem gefälschten Chaos Emerald in Sonic Adventure 2 (2001). Dort zögerte er auch nicht, Sonic in den scheinbar ausweglosen Tod zu schicken, dem Sonic folglich nur zufällig entrinnen konnte. Oft stößt er auf frühere Technologien, Artefakte und Legenden oder erweckt Kreaturen der Vergangenheit wieder zum Leben, von denen er sich zunehmende Macht erhofft, jedoch geraten diese dann meist außer Kontrolle. Mit der Zeit wird Dr. Eggman jedoch immer nahbarer und stellt sich im Ernstfall auch auf Sonics Seite, wenn er dies als notwendig betrachtet. Bereits sein Großvater, Professor Gerald Robotnik, war ein sehr intelligenter, anerkannter Wissenschaftler, der mit seiner Enkelin und Dr. Eggman Cousine namens Maria Robotnik in seiner selbst erbauten Weltraumkolonie ARK im Orbit des Planeten lebte und dort seine Forschungen vorantrieb. Sein Nachfahre aus der weit entfernten Zukunft ist Dr. Eggman Nega.
Entworfen von Naoto Ōshima, debütierte Dr. Eggman in Sonic the Hedgehog (1991), wo Sonic ihm erstmals seine Pläne durchkreuzte. Auch wenn er selten zwischenzeitlich auch Erfolgserlebnisse verzeichnen kann, so unterliegt Dr. Eggman letztendlich doch immer, wenn er sich gegen Sonic wendet. Seit Sonic Colours (2010) wird er fast immer von seinen dusseligen Robotern Orbot & Cubot begleitet. In Sonic Forces (2017) blieb Dr. Eggman dank Infinite sogar für einige Monate Sieger über Sonic und konnte daraufhin fast den gesamten Planeten erobern.
Dr. Eggmans japanischer Synchronsprecher ist nach Chikao Ōtsuka (1998–2014) derzeit Kōtarō Nakamura (seit 2016), auf Englisch nach Deem Bristow (1998–2004) und Brian Drummond (in der Serie Sonic Prime, 2022–2024) derzeit Mike Pollock (in den Videospielen, seit 2003) und Jim Carrey (in den Kinofilmen, seit 2020) und auf Deutsch nach Joachim Pukaß (1995–1996), Jürgen Kluckert (2001, 2022), Hartmut Neugebauer (2004–2019) und Steven Merting (in der Serie Sonic Prime, 2022–2024) derzeit Johannes Oliver Hamm (in den Videospielen, seit 2016) und Stefan Fredrich (in den Kinofilmen, seit 2020).
- Debüt: Sonic the Hedgehog (1991)
- Aktuellster Auftritt: Sonic X Shadow Generations (2024)

### Shadow the Hedgehog
Shadow the Hedgehog (japanisch: シャドウ・ザ・ヘッジホッグ Hepburn: Shadō za Hejjihoggu) ist eine künstlich von Dr. Eggmans Großvater Professor Gerald Robotnik erschaffene Lebensform in der Gestalt eines Igels, die als „ultimative Lebensform“ bezeichnet wird. Aufgrund seines grob ähnlichen Aussehens wird er zunächst für Sonic the Hedgehog gehalten, sodass dieser in Sonic Adventure 2 (2001) für Shadows aus Rachegelüsten verursachten Verbrechen verhaftet und von der Polizei verfolgt wird, was es Sonic erschwert, Shadow als den wahren Gräueltäter zu überführen. Shadow ist einer der tiefgreifendsten Charaktere und Persönlichkeiten der Serie, der dauerhaft ein ebenbürtiger Rivale für Sonic wird. Er zeigt sich immer ernst, aber auch arrogant oder selbstzweifelnd, da ihn lange Zeit Gedächtnislücken plagen, die er im Laufe der Serie füllen kann und erst in seinem eigenen Spiel Shadow the Hedgehog (2005) alle offenen Fragen zu seiner Vergangenheit beantwortet werden.
In Sonic X Shadow Generations (2024) erhielt er seine eigene Kampagne, in der Shadow erneut mit seiner Vergangenheit konfrontiert wird. So trifft er die zeitreisenden Maria und Professor Gerald Robotnik wieder, muss jedoch auch bereits besiegte Gegner wie den Biolizard, Mephiles und allen voran Black Doom erneut besiegen. Shadow hat keinen Sinn für Humor, lacht nie und bleibt immer ernst, war aber in früheren Jahren ein treuer, loyaler Freund für Maria Robotnik. Seine populärste Fähigkeit ist Chaos Control, womit er für die Welt um sich herum vorübergehend die Zeit anhalten kann, aber auch mit Hilfe der sieben Chaos Emeralds ist es ihm möglich, die Verwandlung zu Super Shadow zu vollziehen.
Entworfen von Takashi Iizuka und Shiro Maekawa, debütierte Shadow in Sonic Adventure 2 (2001), wo er nach 50 Jahren Verwahrung von Dr. Eggman gefunden und befreit wird. Kurz darauf findet er mit Sonic einen ebenbürtigen Rivalen, den er mehr und mehr respektiert. In späteren Spielen tritt Shadow immer wieder mit größeren und kleinen Erscheinungen auf und zeigt sich als sehr fähiger Mitstreiter für Sonic.
Shadows japanischer Synchronsprecher ist seit seinem ersten Auftritt Kōji Yusa (in allen Medien, seit 2001), auf Englisch nach David Humphrey (2001–2004), Jason Anthony Griffith (2005–2010) und Ian Hanlin (in der Serie Sonic Prime, 2022–2024) derzeit Kirk Thornton (in den Videospielen, seit 2010) und auf Deutsch nach Jan Makino (2004–2005) und Klaus Lochthove (2011–2020) derzeit Felix Spieß (seit 2022).
- Debüt: Sonic Adventure 2 (2001)
- Aktuellster Auftritt: Sonic X Shadow Generations (2024)

## Wiederkehrende Charaktere
Die nachfolgenden Charaktere aus der zweiten Reihe treten in mehreren Spielen der Sonic-Spieleserie auf und sind zumeist bei einigen Auftritten auch spielbar. Diese Charaktere haben sich etabliert, tauchen immer wieder auf oder sind eng mit der Geschichte der Spieleserie verknüpft.

### Rouge the Bat
Rouge the Bat (japanisch: ルージュ・ザ・バット Hepburn: Ruju za Batto) ist eine Fledermaus und eine professionelle Schatzjägerin, die als Spionin für G.U.N. tätig ist und daher über Erfahrung im Infiltrieren und Kämpfen verfügt. Sie hat weiße Haut, schwarze Fledermausflügel und trägt rosa-weiße, aufreizende Kleidung. Ihr Auftreten wirkt meist eingebildet und frech, doch Rouge agiert dabei klug, ruhig, besonnen und mit Bedacht. Dabei ist Rouge zu keinem Zeitpunkt bösartig, sondern höchstens in manchen Punkten egoistisch. In Wirklichkeit ist sie eine loyale und zuverlässige Freundin für ihre Verbündeten, weswegen sie oft mit Shadow und E-123 Omega zusammenarbeitet, die sie insgeheim dafür schätzen. Ihre Schwäche für Edelsteine und Juwelen haben sie zu einer der weltberühmtesten Schatzjägerinnen gemacht, während Außenstehende sie deswegen abwertend als Diebin bezeichnen.
Rouge wurde von Kazuyuki Hoshino und Yuji Uekawa entworfen. Sie kann schweben, klettern sowie graben, ebenso wie Knuckles, der sich in Sonic Adventure 2 (2001) zwischen Rouge und den Master Emerald stellt. Als sie nach den zersplitterten Fragmenten des Master Emeralds sucht, bleiben Konfrontationen mit Knuckles nicht aus. Trotz aller Rivalität entwickeln sich Gefühle bei den beiden, sodass Rouge nach einem romantischen Moment alle Stücke des Master Emeralds an Knuckles übergibt. Seitdem bringt sie ihn immer wieder in Verlegenheit, indem sie mit ihren Reizen spielt. Im selben Abenteuer verbündet sie sich mit Dr. Eggman und Shadow, um als begnadete Schatzjägerin nach den Chaos Emeralds zu suchen, stellt sich jedoch im Laufe der Handlung als Spionin von G.U.N. und des Präsidenten heraus, die Dr. Eggmans Pläne und Vorgehen stets weitergibt. Schließlich hilft sie Sonic und den anderen auch dabei, die Kollision der Weltraumkolonie ARK mit der Erde zu verhindern.
In Sonic Heroes (2003) stößt Rouge in einem Geheimversteck von Dr. Eggman auf den totgeglaubten Shadow und erstmals auf E-123 Omega. Das Trio verbündet sich als Team Dark und kämpft zusammen gegen Dr. Eggman, der sich letzten Endes als Metal Sonic herausstellt. Team Dark ist auch wieder in Sonic the Hedgehog (2006) vereint und nimmt dort unter anderem den Kampf gegen Mephiles auf. Sie besitzt ein Kasino namens „Club Rouge“ in Sonic Battle (2003) und wird von Shadow in Sonic Rivals (2006) vor Dr. Eggman Nega gerettet. Ebenso holt Sonic sie in Sonic Generations (2011) von der weißen Leere zurück und in Sonic Free Riders (2010) bildet Rouge mit Shadow und E-10000B ein neues Team Dark. Auch in Sonic Forces (2017) zählt Rouge zu den Widerstandskämpfern und ist dort erneut mit Shadow und E-123 Omega vereint, während sie auch als Fahrerin in Spielen wie Team Sonic Racing (2019) zur Verfügung steht. Rouge ist in vielen Sonic-Spielen, vor allem in Mehrspieler-geeigneten Games, spielbar. In Sonic Dream Team (2023) war Rouge wieder eine der sechs spielbaren Charaktere.
Rouges japanische Synchronsprecherin ist seit ihrem Debüt Rumi Ochiai (in allen Medien, seit 2001), auf Englisch nach Lani Minella (2001–2004), Kathleen Delaney (2005–2010) und Kazumi Evans (in der Serie Sonic Prime, 2022–2024) derzeit Karen Strassman (in den Videospielen, seit 2010) und auf Deutsch nach Simone Brahmann (2004–2005) und Franziska Endres (in der Serie Sonic Prime, 2022–2024) derzeit Marianne Graffam (in den Videospielen, seit 2011).
- Debüt: Sonic Adventure 2 (2001)
- Aktuellster Auftritt: Sonic X Shadow Generations (2024)

### E-123 Omega
E-123 Omega (japanisch: オメガ Hepburn: Ī Wan-Tsū-Surī Omega) ist ein von Dr. Eggman erschaffener Roboter der E-Serie, der sich jedoch seit jeher gegen seinen Erschaffer stellt und Sonic und seinen Freunden, vor allem aber Shadow und Rouge the Bat treu zur Seite steht. Er ist der am häufigste auftretende und laut seiner eigenen Aussage ultimativste Roboter der E-Serie, der zuvor beispielsweise E-101 Beta und E-102 Gamma in Sonic Adventure (1998) oder E-121 Phi in Sonic Battle (2003) angehörten, die aber alle zerstört wurden, während E-123 Omega einen unzerstörbaren Eindruck macht. Er ist stark, direkt und wortkarg, scheint jedoch einen Groll, nahezu Hass auf Dr. Eggman entwickelt zu haben, da dieser ihn in einer verschlossenen Kammer einsperrte, bis er dort von Rouge gefunden und befreit wurde. Dieser Hass suggeriert, dass er offensichtlich eine Art von Gefühle empfinden kann.
Entworfen von Takashi Iizuka, debütierte E-123 Omega in Sonic Heroes (2003) als Power-Teammitglied für Team Dark an der Seite von Shadow und Rouge. Er hat den typischen Aufbau eines E-Roboters, bestehend aus dicken metallischen Körperteilen, riesigen Armen und Krallen und breitem Oberkörper, vorwiegend in den Farben Rot und Schwarz, mit dem griechischen Buchstaben Omega auf der Schulter. In Sonic the Hedgehog (2006) wird E-123 Omega von Rouge darum gebeten, für Jahrhunderte mit einem Chaos Emerald in seinem Inneren deaktiviert zu warten, um dem in der Zukunft festsitzenden Shadow im Kampf gegen Mephiles beizustehen. Anschließend können Shadow und E-123 Omega mit dem Chaos Emerald und Chaos Control wieder in die Gegenwart reisen, wobei E-123 Omega dadurch um Jahrhunderte gealtert ist. Auch in Sonic Forces (2017) wird E-123 Omega zum Retter in der Not, als er überraschend auftaucht und Sonic, Shadow, Rouge und den anderen im großen Gefecht gegen Dr. Eggman, Infinite und den Klonen im Kampf beisteht. Auch in Sonic X Shadow Generations (2024) taucht E-123 Omega als NPC in der Shadow-Kampagne auf.
E-123 Omegas japanischer Synchronsprecher ist seit seinem ersten Auftritt Taiten Kusunoki (seit 2003), auf Englisch nach Jon St. John (2004), Jeff Kramer (2005–2009), Maddie Blaustein (2006–2010), Vic Mignogna (2010–2017) und Aaron LaPlante (2019) derzeit Roger Craig Smith (seit 2024) und auf Deutsch nach Mario Hassert (2017) derzeit Viktor Pavel (seit 2019).
- Debüt: Sonic Heroes (2003)
- Aktuellster Auftritt: Sonic X Shadow Generations (2024)

### Big the Cat
Big the Cat (japanisch: ビッグ ・ザ ・キャット Hepburn: Biggu za Kyatto) ist ein sehr großer, dicker lila Kater mit gigantischen Ohren, trägt einen Gürtel sowie Sandalen und lebt mit seinem besten Freund Frosch Froggy im Dschungel der Mystic Ruins. Er liebt das Angeln über alles und trägt deshalb immer eine oder mehrere Angelruten mit sich herum, um jederzeit seinem großen Angelhobby nachgehen zu können. Big bevorzugt einen sehr ruhigen und entspannten Lebensstil und lebt daher immer gemütlich in den Tag hinein. Er ist gutherzig, gutgläubig, freundlich, friedliebend und stark, wirkt mit seiner langsamen Sprechweise und begrenztem Wortschatz jedoch ein wenig begriffsstutzig und minderbemittelt.
Bei seinem Debüt in Sonic Adventure (1998), in dem Big einer der sechs spielbaren Hauptcharaktere darstellt, wird Bigs bester Freund, ein einfacher, kleiner Frosch namens Froggy, von der Kreatur Chaos angefallen und trägt fortan einen Schweif mit sich herum, den Dr. Eggman zur Vervollständigung von Chaos benötigt. In der Folge flieht Froggy immer wieder vor Big, was dieser mit großer Verwunderung wahrnimmt. Big folgt Froggy durch viele, auch gefährliche Orte, die Sonic und seine Freunde bereisen, um in verschiedenen Gewässern nach Froggy zu angeln. Dabei wirkt Big in der oft ernsten und geheimnisumwobenen Handlung des Spiels immer wie ein Fremdkörper, der zwar auch an Bord von Dr. Eggmans Luftschiff Egg Carrier gelangt oder durch die Zeit zurückreist und auf Tikal trifft, interessiert sich dabei aber immer nur für Froggy und das Angeln. Erst als der Schweif wieder von Chaos absorbiert wird, wird Froggy wieder normal und bleibt bei Big. In Sonic Adventure 2 (2001) ist Big nicht spielbar, doch gut versteckt in fast jedem Level oder im Hintergrund von Cutscenes zu erblicken. Diese Cameo-Auftritte, die in Sonic Adventure 2 Battle (2001) auf dem GameCube entfernt wurden, suggerieren, dass Big auch in diesem Spiel, womöglich wieder angelnd auf der Suche nach Froggy, parallel die Helden während ihres neuen Abenteuers durch die Großstadt, die Wüste und bis ins Weltall, in gefährlichen wie romantischen Szenen begleitet, ohne dass sie ihn wahrnehmen. Erneut zum spielbaren Charakter wird Big in Sonic Heroes (2003), wo er sich mit Amy Rose und Cream the Rabbit zu Team Rose zusammenschließt. Erneut hat er Froggy aus den Augen verloren, der diesmal von Metal Sonic entführt wurde, da Metal Sonic über Froggy an die Daten von Chaos gelangte. Doch mit Teamwork kann sich Big wieder mit Froggy vereinen. In der DS-Version von Sonic Colours (2010) sucht Big erneut nach Froggy, diesmal in Dr. Eggmans intergalaktischen Vergnügungspark. Nachdem Big auch in Rennspielen wie Team Sonic Racing (2019) teilnahm, hat er in Sonic Frontiers (2022) wieder einen Auftritt mit einem Angel-Minispiel. Auch in Sonic X Shadow Generations (2024) taucht Big als NPC in der Shadow-Kampagne auf.
Bigs japanischer Synchronsprecher ist nach Shun Yashiro (1998–2000) derzeit Takashi Nagasako (in allen Medien, seit 2003), auf Englisch nach Jon St. John (1999–2004), Oliver Wyman (2005–2010) und Ian Hanlin (in der Serie Sonic Prime, 2022–2024) derzeit Kyle Hebert (in den Videospielen, seit 2010) und auf Deutsch nach Manfred Erdmann (2004–2005) und Andreas Sparberg (2019) derzeit Viktor Pavel (in allen Medien, seit 2022).
- Debüt: Sonic Adventure (1998)
- Aktuellster Auftritt: Sonic X Shadow Generations (2024)

### Cream the Rabbit
Cream the Rabbit (japanisch: クリーム・ザ・ラビット Hepburn: Kurīmu za Rabitto) ist ein junges, kleines Hasenmädchen. Ihr Fell ist orange und weiß, zudem trägt sie ein orangefarbenes Kleid mit blauer Schleife, orange-gelbe Schuhe und weiße Handschuhe. Auffällig sind zudem ihre beiden großen Ohren, die zumeist hinter ihrem Kopf hängen und die sie zum kurzzeitigen Fliegen nutzen kann. Sie ist ein kleines, schüchternes, naives und verhaltenes Mädchen reinen Herzens, welches schnell verunsichert oder verängstigt werden kann, weswegen sie sich in Begleitung von Sonic, Tails, Amy oder anderen Freunden wohler fühlt und Dr. Eggman fürchtet. Cream wird meistens von ihren beiden Chao namens Cheese sowie Chocola begleitet. Ihre Mutter ist Vanilla the Rabbit, welche auch gelegentlich in den Spielen auftaucht.
Cream tritt erstmals auf, als sie von Sonic in Sonic Advance 2 (2002) aus den Fängen von Dr. Eggman befreit wird und anschließend als neuer, spielbarer Charakter zur Verfügung steht. Als Dr. Eggman später Creams Mutter Vanilla the Rabbit entführt, muss sich Sonic zu Super Sonic verwandeln, um Dr. Eggman ins Weltall zu folgen, zu besiegen und Vanilla in einer dramatischen Zwischensequenz vor einem tiefen Sturz zu retten. Einen Cameo-Auftritt hat Cream in der GameCube-Neuauflage von Sonic Adventure namens Sonic Adventure DX: Director’s Cut (2003), als ein unvermeidlicher Kameraschwank auf die neuerdings vorbeifliegende Cream aufmerksam macht. Nach Sonic Battle (2003), in dem Cream eine der Kämpferinnen darstellt, gehört sie in Sonic Heroes (2003) neben Amy Rose und Big the Cat zu Team Rose und vertritt dort den Flug-Typ. Da Cream ihren Chao Chocola vermisst, macht sich Team Rose gemeinsam auf die Suche nach Sonic, Chocola und Bigs vermissten Freund Froggy. In Sonic Advance 3 (2004) steht Cream erneut als wählbare Spielfigur zur Auswahl und nimmt, wie in der Post-Credits-Scene zu sehen, den von Tails entschärften Roboter G-merl bei sich zuhause auf. Die erste Person, auf die Blaze the Cat in Sonic Rush (2005) trifft, ist Cream, welche sie herzlich empfängt und zu sich nach Hause zu ihrer Mutter Vanilla einlädt. Cream ist auch spielbar in Sonic Riders (2006), Sonic Riders: Zero Gravity (2008) und Sonic Free Riders (2010), wo sie deutlich größer und erwachsener dargestellt wird. In Sonic Generations (2011) wird Cream von Sonic gerettet und ist auch in einer Nebenmission behilflich. In den meisten Mario-&-Sonic-Spielen zu den Olympischen Spielen und Olympischen Winterspielen ist Cream nur Schiedsrichterin oder Zuschauerin, einzig in der 3DS-Version von Mario & Sonic bei den Olympischen Spielen Rio 2016 (2016) ist Cream in ausgewählten Disziplinen spielbar. In Sonic Dream Team (2023) war Cream wieder eine der sechs spielbaren Charaktere und tauchte auch in Sonic X Shadow Generations (2024) wieder auf.
Creams japanische Synchronsprecherin ist seit ihrem ersten Auftritt Sayaka Aoki (seit 2003), auf Englisch nach Sarah Wulfeck (2003–2004) und Rebecca Honig (2003–2010) derzeit Michelle Ruff (seit 2010) und auf Deutsch nach Sabine Bohlmann (2004–2005) derzeit Nicole Hannak (seit 2011).
- Debüt: Sonic Advance 2 (2002)
- Aktuellster Auftritt: Sonic X Shadow Generations (2024)

### Silver the Hedgehog
Silver the Hedgehog (japanisch: シルバー・ザ・ヘッジホッグ Hepburn: Shirubā za Hejjihoggu) ist ein silberner Igel aus einer fernen, dystopischen Zukunft. Mit seiner Freundin Blaze the Cat wächst Silver bereits in den brennenden Trümmern der Welt auf, die von Iblis zerstört wurde. Als Silver auf Mephiles trifft, reist er daraufhin in Sonics Zeit, um Iblis' Entstehung zu verhindern. Ein weiterer Widersacher für Silver ist Dr. Eggman Nega, ein Nachfahre von Dr. Eggman. Silver verfügt über telekinetische Kräfte, mit denen er kurz schweben, aber auch Gegenstände jeder Größe in der Luft stoppen, aufheben oder selbst als Geschoss verwenden kann. Ebenso beherrscht Silver teleportähnliche Fähigkeiten und kann Gegner mit Gedankenkraft paralysieren. Er ist aufrichtig, ruhig, aber auch pflichtbewusst und entschlossen. Mit den sieben Chaos Emeralds kann sich Silver zu Super Silver verwandeln, was ihm im Kampf gegen Solaris an der Seite von Super Sonic und Super Shadow einmalig gelingt.
In seiner postapokalyptischen, zerstörten Welt kämpft Silver in Sonic the Hedgehog (2006) vergeblich mit Blaze the Cat gegen den unsterblichen Iblis, bis er eines Tages eine Kreatur namens Mephiles the Dark trifft. Mephiles behauptet, der Ursprung für Iblis sei in der Vergangenheit zu finden und Silver könne Iblis verhindern, wenn er einen blauen Igel namens Sonic the Hedgehog, den Iblis Trigger, ausschalte. Daraufhin schickt Mephiles Silver in Sonics Gegenwart, in der Silver zunächst mit aller Ernsthaftigkeit das Ziel verfolgt, Sonic zu besiegen. Als dies mehrmals fehlschlägt, zweifelt Silver die Absichten von Mephiles an und entdeckt nach einer kleinen Zeitreise zusammen mit Shadow the Hedgehog den wahren Ursprung von Mephiles, woraufhin sich Silver mit Sonic verbündet. Nachdem Silver in seine Zeit zurückkehrt, kann er zusammen mit Blaze schließlich doch gegen Iblis gewinnen, jedoch verliert dabei seine Freundin Blaze ihr Leben. In Sonic Rivals (2006) und Sonic Rivals 2 (2007) gelangt Silver aufgrund der bösen Machenschaften von Dr. Eggmans Nachfahre namens Dr. Eggman Nega nochmals in Sonics Zeitlinie. Nachdem die Zeitlinien in Sonic Generations (2011) komplett durcheinander gebracht wurden, scheint Silver fortan in Sonics Zeit zu bleiben. So kämpft er in Sonic Forces (2017) auch im Kreise der Widerstandskämpfer gegen Dr. Eggman und Infinite.
Silvers japanischer Synchronsprecher ist seit seinem ersten Auftritt Daisuke Ono (seit 2006), auf Englisch nach Pete Capella (2006–2010) und Quinton Flynn (2010–2017) derzeit Bryce Papenbrook (seit 2019) und auf Deutsch Roland Wolf (seit 2011).
- Debüt: Sonic the Hedgehog (2006)
- Aktuellster Auftritt: Sonic X Shadow Generations (2024)

### Blaze the Cat
Blaze the Cat (japanisch: ブレイズ・ザ・キャット Hepburn: Bureizu za Kyatto) ist eine hellrosa Katze mit pyrokinetischen Kräften aus der Zukunft (welche oftmals als alternative Dimension bezeichnet wird) und ist dort die Hüterin der Sol Emeralds. Sie ist gutherzig und sehr pflichtbewusst, jedoch verschlossen gegenüber Fremden. Sie beherrscht das Feuer und kann es zum Kämpfen einsetzen. Mit allen sieben Sol Emeralds kann sich Blaze in Burning Blaze verwandeln, welche fliegen kann und über noch stärkere Feuer- und Flammenangriffe verfügt.
In Sonic the Hedgehog (2006) stammt Blaze the Cat aus der postapokalyptischen, zerstörten Zukunft und kämpft dort an der Seite von Silver the Hedgehog gegen Iblis, ehe sie gegen Ende des Abenteuers auf dramatische Weise ihr Leben verliert. Da ganz am Ende des Spiels durch das Auslöschen von Solaris auf allen Zeitebenen die Ereignisse von Sonic the Hedgehog (2006) ungeschehen gemacht werden und es damit das Monster Iblis auf allen Zeitlinien nie gegeben hat, muss sich Blaze hier auch nicht im Kampf gegen Iblis opfern. In der neuen, nicht zerstörten Zukunft bekommt es Blaze, geboren als Königin des Sol Empires und Hüterin der Sol Emeralds, stattdessen mit Dr. Eggmans Nachfahren Dr. Eggman Nega zu tun. Als dieser in Sonic Rush (2005) mitsamt der gestohlenen Sol Emeralds in Sonics Zeit reist, gelangt auch Blaze dorthin und trifft dort auf ihrer Suche nach den Sol Emeralds zunächst auf Cream the Rabbit und später auf Sonic, zu dem zunächst ein rivalisierendes Verhältnis entsteht. Zudem erkennt keiner der Protagonisten, dass sie aus unterschiedlichen Zeitepochen stammen, sondern bezeichnen den jeweils anderen Ursprungsort als alternative Dimension. Da sich Blaze dafür verantwortlich fühlt, dass Dr. Eggman Nega die Sol Emeralds entwenden konnte, will sie das Problem unbedingt alleine auf eigene Faust lösen und gerät damit vermehrt in Konflikte mit Sonic. Schließlich kommt es sogar zum Kampf zwischen Sonic und Blaze, der damit endet, dass Blaze einsieht, dass sie eigensinnig und stur handelte, woraufhin sie sich mit Sonic zusammenschließt, um Dr. Eggman und Dr. Eggman Nega als Burning Blaze zu besiegen und anschließend in ihre Zeit bzw. Dimension zurückreist. Schon bald kommt es in Sonic Rush Adventure (2007) zu einem Wiedersehen, als plötzlich Sonic und Tails in Blazes Zeit bzw. Dimension landen. Erneut arbeitet Blaze zusammen mit Sonic, um die beiden Dr. Eggmans zu schlagen. Als in Sonic Generations (2011) die Zeit durcheinandergewirbelt wird, trifft Sonic Blaze wieder in der dystopischen, postapokalyptischen Zeitlinie in Crisis City an. Doch auch in Sonics Zeit findet sich Blaze immer wieder, beispielsweise mit spielbaren Auftritten in Mario & Sonic bei den Olympischen Spielen (2007) und deren Nachfolgerspielen, Sonic Riders: Zero Gravity (2008), Sonic Free Riders (2010) oder Team Sonic Racing (2019).
Blazes japanische Synchronsprecherin ist seit ihrem ersten Auftritt Nao Takamori (seit 2005), auf Englisch nach Erica Schroeder (2005–2010) und Laura Bailey (2010–2016) derzeit Erica Lindbeck (seit 2019) und auf Deutsch Greta Galisch de Palma (seit 2011).
- Debüt: Sonic Rush (2005)
- Aktuellster Auftritt: Sonic X Shadow Generations (2024)

### Vector the Crocodile
Vector the Crocodile (japanisch: ベクター・ザ・クロコダイル Hepburn: Bekutā za Kurokodairu) ist ein Krokodil, Privatdetektiv und Anführer von Team Chaotix, welches hauptsächlich aus ihm und seinen engsten Freunden Espio the Chameleon und Charmy Bee besteht. Vector hat einen großen, aufrechten Körper mit grünen Schuppen bei hellerem Bauch sowie Schnauze, ockerfarbene Augen, dazu kleine rote Stacheln auf dem Rücken und trägt schwarze Schuhe (früher blaue Schuhe). Er trägt fast immer seinen Kopfhörer, der an einen Walkman angeschlossen ist, auf dem Kopf und eine dicke Goldkette um den Hals. Vectors Fähigkeiten als Detektiv sind unscheinbar, jedoch durchblickt er Pläne, Täuschungen und Intrigen anderer Charakter meist als Erstes, lässt sich das jedoch nicht sofort anmerken, sondern geht den Indizien zunächst tiefgehender auf den Grund. Sobald eine Detektei einen Auftrag erhält, ist er sofort motiviert, vor allem wenn eine gute Bezahlung zu erwarten ist. Obwohl er dadurch oberflächlich eher geldfixiert angesehen wird, so ist er für eine gute Tat oder um Schwächeren und Ärmeren zu helfen auch sofort bereit, komplett auf Bezahlung zu verzichten. Vector erweist sich als aufrichtiger, robuster Kerl mit klarem Verstand, auf den sich alle verlassen können, jedoch kann ihn seine direkte Art auch in Schwierigkeiten bringen. Im Streitfall erhitzen beim temperamentvollen Vector schnell die Gemüter, ein Schwachpunkt, der in Team Chaotix vom ruhigen Espio und dem überdrehten Charmy Bee ausgeglichen werden.
Naoto Ōshima, der Sonics Design und Aussehen kreierte, entwarf parallel auch den Charakter Vector the Crocodile, der schon für das erste Sonic the Hedgehog (1991) als Nebencharakter geplant war, wie später veröffentlichte Konzeptzeichnungen belegen. Auch in einem Sonic-Manga namens Shogaku Gonensei von Shōgakukan-Verlag im August 1992 war Vector vertreten. In einem unveröffentlichten Puzzle-Spiel namens SegaSonic Bros. (1992) finden sich ebenfalls fertiggestellte 2D-Sprites von Vector und auch in den Konzeptzeichnungen zum Arcadespiel SegaSonic the Hedgehog (1993) taucht Vector neben den neuen Charakteren Mighty the Armadillo und Ray the Flying Squirrel auf, die jedoch anders als Vector nicht aus dem finalen Spiel entfernt wurden. Als im Jahre 1994 ein Spiel namens Sonic Crackers vom Sega Mega Drive auf das Sega 32X umgesetzt wurde und statt Sonic und Tails andere Charaktere ins Rampenlicht rücken sollten, schlug Naoto Ōshima vor, in diesem Spiel nun endlich Vector the Crocodile zu realisieren. Dieses Spiel, welches schlussendlich als Knuckles’ Chaotix (1995) für das Sega 32X veröffentlicht wurde, stellte so also das offizielle Videospieldebüt für Vector the Crocodile dar.
In Sonic Heroes (2003) war Team Chaotix, bestehend aus Vector the Crocodile, Espio the Chameleon und Charmy Bee, eines der vier spielbaren Teams des Spiels, in dem Vector die Power-Ability vertrat. Darin versprach ein unbekannter Agent eine stattliche Bezahlung für Team Chaotix, wenn sie alle seine Aufträge ausführen würden. Vector erkannte frühzeitig, dass es sich bei dem Agenten um Dr. Eggman handelte, der wiederum von Metal Sonic eingesperrt war, gegen den Vector und sein Team anschließend mitkämpften. In gleicher Konstellation tritt Team Chaotix im Anime Sonic X (2003–2005) und im Spiel Shadow the Hedgehog (2005) auf, in dem Vector auch spielbar ist und Shadow aktiv in den Kämpfen gegen Black Doom sowie den Egg Dealer beisteht und Shadow dabei vergeblich versucht, aufzumuntern. Neben kurzen Nebenauftritten in Sonic Rivals 2 (2007) und Sonic Chronicles: Die Dunkle Bruderschaft (2008) ist Vector als einziges Mitglied von Team Chaotix einer der spielbaren Athleten in Mario & Sonic bei den Olympischen Spielen (2008) und allen Nachfolgern der Serie, in dem er als einziges über den Schwimmstil Alligatorstil verfügt. In Sonic Free Riders (2010) ist Vector erstmals in der Riders-Serie einer der spielbaren Charaktere, sein Main Extreme Gear nennt sich dabei Hard-Boiled. Zudem taucht er in der DS-Version von Sonic Colours (2010) auf und wird in Sonic Generations (2011) nach dem Level Rooftop Run von Sonic gerettet, woraufhin Vector ihm in mehreren Nebenmissionen zur Seite steht. In seiner Rolle als Privatdetektiv tritt Vector alleine in mehreren Folgen der TV-Serie Sonic Boom (2014–2017) auf. In Sonic Forces (2017) nimmt Vector eine größere Rolle bei den Rebellen ein, wo er den Avatar aka Rekrut zunächst belächelt, ihm aber zum Ende des Abenteuers seinen Respekt ausspricht. Vector ist der Anführer von Team Vector in Team Sonic Racing (2019), worin er die Wettrennen in der Regel zusammen mit Silver the Hedgehog und Blaze the Cat bestreitet.
Vectors japanischer Synchronsprecher ist Kenta Miyake (seit 2003), auf Englisch nach Marc Biagi (2003), James Carter Cathcart (2003–2005) und Dan Green (2007–2010) derzeit Keith Silverstein (seit 2010) und auf Deutsch nach Willi Röbke (2004–2005) derzeit Andi Krösing (seit 2011).
- Debüt: Knuckles’ Chaotix (1995)
- Aktuellster Auftritt: Sonic X Shadow Generations (2024)

### Espio the Chameleon
Espio the Chameleon (japanisch: エスピオ・ザ・カメレオン Hepburn: Esupio za Kamereon) ist ein Chamäleon, Privatdetektiv und ein treues, loyales Mitglied von Team Chaotix, welches hauptsächlich aus ihm und seinen engsten Freunden Vector the Crocodile und Charmy Bee besteht. Espio hat einen lila Körper mit Ringelschwanz, ein gelbes Horn, gelbe Augen und trägt weiße Handschuhe, schwarz-lila Schuhe (früher schwarz-grüne Schuhe) sowie schwarz-metallische Elemente an den Handgelenken. Espio verhält sich wie ein Ninja, ist sehr ruhig, ernst, vorsichtig, diszipliniert, zielstrebig, zurückhaltend und unauffällig, weswegen seine Fähigkeiten, beispielsweise unsichtbar werden, für das Beschatten, Infiltrieren und Auserkundschaften nahezu unverzichtbar für seine Funktion als Spion für Team Chaotix sind, eher kann aber auch mit Shuriken-Wurfsternen angreifen. Sein meist stilles Verhalten neben dem lauten und reizbaren Vector sowie dem überdrehten und hyperaktiven Charmy einen Gegensatz dar und anders als Vector hinterfragt Espio auch finanziell lukrativ wirkende Auftraggeber.
Entworfen von Takumi Miyake, war Espio einer der neuen, spielbaren Charaktere in Knuckles’ Chaotix (1995) für das Sega 32X, an der Seite von Knuckles the Echidna, Vector the Crocodile, Charmy Bee und Mighty the Armadillo. Seinen zweiten Auftritt hat Espio ohne seine Teammitglieder im Arcadespiel Sonic the Fighters (1996), in dem er einen der acht wählbaren Kämpfer darstellt. In Sonic Heroes (2003) war Team Chaotix, bestehend aus Vector the Crocodile, Espio the Chameleon und Charmy Bee, eines der vier spielbaren Teams des Spiels, in dem Espio die Speed-Ability vertrat. Darin versprach ein unbekannter Agent eine stattliche Bezahlung für Team Chaotix, wenn sie alle seine Aufträge ausführen würden, dieser stellte sich als Dr. Eggman heraus, der wiederum von Metal Sonic eingesperrt war, gegen den Espio und sein Team anschließend mitkämpften. In gleicher Konstellation tritt Team Chaotix im Anime Sonic X (2003–2005) und im Spiel Shadow the Hedgehog (2005) auf, in dem Espio Shadow im Level Mad Matrix beisteht. Als einziges Mitglied von Team Chaotix ist Espio einer der sechs spielbaren Charaktere in Sonic Rivals 2 (2007), regulär an der Seite von Silver the Hedgehog. Zudem taucht er in der DS-Version von Sonic Colours (2010) auf und wird in Sonic Generations (2011) nach dem Level Seaside Hill von Sonic gerettet, woraufhin Espio ihm in mehreren Nebenmissionen zur Seite steht. In Sonic Forces (2017) gehört Espio den Rebellen an, verhält sich aber zumeist unauffällig. Bei Mario & Sonic bei den Olympischen Spielen (2008), Mario & Sonic bei den Olympischen Winterspielen (2009), Mario & Sonic bei den Olympischen Spielen London 2012 (2011) und Mario & Sonic bei den Olympischen Winterspielen Sotschi 2014 (2013) agiert Espio als Schiedsrichter, anschließend ist er bei Mario & Sonic bei den Olympischen Spielen Rio 2016 (2016) und Mario & Sonic bei den Olympischen Spielen Tokyo 2020 (2019) in ausgewählten Disziplinen spielbar.
Espios japanischer Synchronsprecher ist Yūki Masuda (seit 2003), auf Englisch nach Bill Corkery (2003), David Wills (2005–2010) und Troy Baker (2010–2012) derzeit Matthew Mercer (seit 2016) und auf Deutsch nach Dirk Meyer (2004–2005) derzeit Andreas Hofer (seit 2011).
- Debüt: Knuckles’ Chaotix (1995)
- Aktuellster Auftritt: Sonic X Shadow Generations (2024)

### Charmy Bee
Charmy Bee (japanisch: チャーミー・ビー Hepburn: Chāmī Bī) ist eine Biene, Privatdetektiv und ein treues, loyales Mitglied von Team Chaotix, welches hauptsächlich aus ihm und seinen engsten Freunden Vector the Crocodile und Espio the Chameleon besteht. Charmy hat einen kleinen, schwarz-gelb gestreiften Körper mit zwei Fühlern am Kopf, zwei kleine Flügel, orangefarbene Augen und trägt eine orangefarbene Weste mit Reißverschluss, weiße Handschuhe, orangefarben-weiße Schuhe und einen rosa-schwarzen Helm mit Fliegerbrille. Als jüngstes Mitglied von Team Chaotix tritt Charmy zwar freundlich, aber sehr übereifrig, überstürzt und teils hyperaktiv auf, sehr im Kontrast vor allem zum sehr ruhigen Espio. Gegenteilig zum reizbaren Vector kann der eher naive Charmy nicht verärgert oder wütend gemacht werden.
Entworfen von Naoto Ōshima, war Charmy erstmals in einem japanischen Sonic-Manga des Shōgakukan-Verlags zu sehen. Sein Videospieldebüt feierte Charmy Bee dann als einer der neuen, spielbaren Charaktere in Knuckles’ Chaotix (1995) für das Sega 32X, an der Seite von Knuckles the Echidna, Vector the Crocodile, Espio the Chameleon und Mighty the Armadillo. In Sonic Heroes (2003) war Team Chaotix, bestehend aus Vector the Crocodile, Espio the Chameleon und Charmy Bee, eines der vier spielbaren Teams des Spiels, in dem Charmy die Flight-Ability vertrat. Darin versprach ein unbekannter Agent eine stattliche Bezahlung für Team Chaotix, wenn sie alle seine Aufträge ausführen würden, dieser stellte sich als Dr. Eggman heraus, der wiederum von Metal Sonic eingesperrt war, gegen den Charmy und sein Team anschließend mitkämpften. In gleicher Konstellation tritt Team Chaotix im Anime Sonic X (2003–2005) und im Spiel Shadow the Hedgehog (2005) auf, in dem Charmy in mehreren Leveln Unterstützung leistete. In Mario & Sonic bei den Olympischen Spielen (2008) und in allen nachfolgenden Spielen der Serie erscheint Charmy ausschließlich als Schiedsrichter. Zudem taucht er in der DS-Version von Sonic Colours (2010) auf und wird in Sonic Generations (2011) nach dem Level Planet Wisp von Sonic gerettet, woraufhin Charmy ihm in mehreren Nebenmissionen zur Seite steht. In Sonic Forces (2017) gehört Charmy den Rebellen an und ist gegen Spielbeginn vom Ersteindruck des spielbaren Rekruten nicht beeindruckt, woraufhin er von Knuckles zurechtgewiesen wird.
Charmys japanische Synchronsprecherin ist Yōkō Teppōzuka (seit 2003), auf Englisch nach Emily Corkery (2003) und Amy Birnbaum (2003–2009) derzeit Colleen O’Shaughnessey (seit 2011) und auf Deutsch nach Beate Pfeiffer (2004–2005) derzeit Luisa Wietzorek (seit 2011).
- Debüt: Knuckles’ Chaotix (1995)
- Aktuellster Auftritt: Sonic X Shadow Generations (2024)

### Mighty the Armadillo
Mighty the Armadillo (japanisch: マイティー・ザ・アルマジロ Hepburn: Maitī za Arumajiro) ist ein Gürteltier mit schwarzem Körper, schwarzen Augen, hautfarbenem Bauch, Schnauze, Armen und Ohren, roten Schuhen, weißen Handschuhen und einem roten Panzer, der sich von seinem Kopf über seinen Rücken bis zu seinem Unterkörper erstreckt und der ihn komplett bedeckt, wenn er sich zu einer Kugel einrollt. Entworfen von Manabu Kusunoki, debütierte Mighty the Armadillo im Arcade-Spiel SegaSonic the Hedgehog (1993) als einer der drei spielbaren Charaktere neben Sonic the Hedgehog und Ray the Flying Squirrel, wenngleich sich alle drei Charaktere in diesem Spiel nur optisch unterscheiden und über keine individuellen Fähigkeiten verfügen. Sein japanischer Synchronsprecher in diesem Spiel und damit der einzige für Mighty überhaupt, war Yūsuke Numata.
In Knuckles’ Chaotix (1995) für das Sega 32X war Mighty the Armadillo einer der spielbaren Charaktere neben Knuckles the Echidna, Vector the Crocodile, Espio the Chameleon und Charmy Bee und somit vorübergehend Teil von Team Chaotix. Als Mighty the Armadillo für einige Jahre in Vergessenheit geriet, fanden sich verteilte „Wanted“-Plakate von ihm und Ray the Flying Squirrel im Level City Escape in Sonic Generations (2011). Sein Comeback feierte Mighty dann schließlich in Sonic Mania Plus (2018), als er und Ray als spielbare Charaktere hinzugefügt wurden. Dabei besitzt Mighty die Fähigkeit, mit seinem harten Panzer hart auf den Boden aufzuprallen, um beispielsweise brüchige Böden zum Einsturz zu bringen. Ebenso kann sich Mighty mit allen sieben Chaos Emeralds in Super Mighty verwandeln, der permanent aufleuchtet und seine Fähigkeiten weiter verbessert. Zudem war Mighty in der fünfteiligen Animationsserie Sonic Mania Adventures vertreten, die Sonic Mania Plus bewarb.
- Debüt: SegaSonic the Hedgehog (1993)
- Aktuellster Auftritt: Sonic Mania Plus (2018)

### Ray the Flying Squirrel
Ray the Flying Squirrel (japanisch: レイ・ザ・フライングスクイレル Hepburn: Rei za Furaingu Sukuireru) ist ein Gleithörnchen mit gelbem Körper, schwarzen Augen, hautfarbenem Bauch, Schnauze, Armen und Ohren, blauen Schuhen, weißen Handschuhen und einer auffälligen, kleinen Locke auf seinem runden Kopf. Wie für Gleithörnchen üblich, verfügt Ray the Flying Squirrel über Gleithäute unter seinen Armen, in denen er geringfügig in der Luft gleiten kann. Entworfen von Manabu Kusunoki, debütierte Ray the Flying Squirrel im Arcade-Spiel SegaSonic the Hedgehog (1993) als einer der drei spielbaren Charaktere neben Sonic the Hedgehog und Mighty the Armadillo, wenngleich sich alle drei Charaktere in diesem Spiel nur optisch unterscheiden und über keine individuellen Fähigkeiten verfügen. Sein japanischer Synchronsprecher in diesem Spiel und damit der einzige für Ray überhaupt, war Hinako Yoshino.
Als Ray the Flying Squirrel für einige Jahre in Vergessenheit geriet, fanden sich verteilte „Wanted“-Plakate von ihm und Mighty the Armadillo im Level City Escape in Sonic Generations (2011). Sein Comeback feierte Ray dann schließlich in Sonic Mania Plus (2018), als er und Mighty als spielbare Charaktere hinzugefügt wurden. Dabei besitzt Ray die Fähigkeit, mit seinen Gleithäuten durch die Luft zu gleiten und mit etwas spielerischem Geschick kann sich Ray mit permanentem Ab- und Aufschwung relativ frei durch die Level bewegen. Ebenso kann sich Ray mit allen sieben Chaos Emeralds in Super Ray verwandeln, der permanent aufleuchtet und seine Fähigkeiten weiter verbessert. Zudem war Ray in der fünfteiligen Animationsserie Sonic Mania Adventures vertreten, die Sonic Mania Plus bewarb.
- Debüt: SegaSonic the Hedgehog (1993)
- Aktuellster Auftritt: Sonic Mania Plus (2018)

### Jet the Hawk
Jet the Hawk (japanisch: ジェット・ザ・ホーク Hepburn: Jetto za Hōku) ist ein grüner Falke, Anführer der Babylon Rogue und versierter Extreme-Gear-Wettstreiter. Jet hat einen grünen Körper, weiße Bauchfedern, einen gelben Schnabel, blaue Augen, trägt rot-schwarze Schuhe, weiße Handschuhe und eine Fliegerbrille über der Stirn. Seine stachelähnlichen Federn am Hinterkörper verhalten sich aerodynamisch. Er ist der stolze Anführer der Babylon Rogue und somit ein treuer, loyaler Freund für Wave the Swallow und Storm the Albatross, die ihn respektieren. Als er auf Sonic the Hedgehog trifft, der sich als würdiger Rivale erweist, will Jet um jeden Preis beweisen, dass er der schnellere und bessere Extreme-Gear-Wettstreiter ist. Doch wenn Gefahr im Verzug ist, ist Jet auch bereit, Sonic und seinen Freunden beizustehen. Sein Main Extreme Gear ist Type-J der Klasse Speed.
Primär tritt Jet the Hawk als einer der Hauptcharaktere in der Riders-Serie, bestehend aus Sonic Riders (2006), Sonic Riders: Zero Gravity (2008) und Sonic Free Riders (2010) auf. Doch auch im Mehrspieler-Modus von Sonic und der Schwarze Ritter (2009) ist Jet the Hawk als Lamorak spielbar. Er taucht als Rivale in bestimmten Disziplinen in Mario & Sonic bei den Olympischen Winterspielen (2009), Mario & Sonic bei den Olympischen Spielen London 2012 (2011) und Mario & Sonic bei den Olympischen Winterspielen Sotschi 2014 (2013) auf, ehe er in Mario & Sonic bei den Olympischen Spielen Rio 2016 (2016) und Mario & Sonic bei den Olympischen Spielen Tokyo 2020 (2019) zu einem spielbaren Charakter wurde. Auch in den Mobilespielen Sonic Dash (2013) und Sonic Forces: Speed Battle (2017) steht Jet dem Spieler zur Auswahl.
Jets japanischer Synchronsprecher ist Daisuke Kishio (seit 2006), auf Englisch nach Jason Anthony Griffith (2006–2010) derzeit Michael Yurchak (seit 2010) und auf Deutsch Roland Wolf (seit 2013).
- Debüt: Sonic Riders (2006)
- Aktuellster Auftritt: Sonic bei den Olympischen Spielen Tokyo 2020 (2020)

### Wave the Swallow
Wave the Swallow (japanisch: ウェーブ・ザ・スワロー Hepburn: Wēbu za Suwarō) ist eine weibliche, lilafarbene Schwalbe, Mitglied der Babylon Rogue und begabte Extreme-Gear-Wettstreiterin. Wave hat einen lila Körper, einen gelben Schnabel, grüne Augen, trägt rot-weiße Schuhe, weiße Handschuhe, eine lila-weiße Hose, goldene Ringe an den Armgelenken, ein weißes Bandana auf dem Kopf und eine gelbe Sonnenbrille über der Stirn. Als Mitglied der Babylon Rogue ist Wave somit eine treue, loyale Freundin für Jet the Hawk und Storm the Albatross, verhält sich gegenüber Gegnern und Wettstreitern jedoch oft eingebildet und überheblich. Doch wenn Gefahr im Verzug ist, ist Wave auch bereit, Sonic und seinen Freunden beizustehen. Zumeist ist Tails ihr Gegenpart. Ihr Main Extreme Gear ist Type-W der Klasse Flight.
Primär tritt Wave the Swallow als einer der Hauptcharaktere in der Riders-Serie, bestehend aus Sonic Riders (2006), Sonic Riders: Zero Gravity (2008) und Sonic Free Riders (2010) auf. Doch auch in Mario & Sonic bei den Olympischen Spielen Rio 2016 (2016) ist sie in ausgewählten Disziplinen eine der spielbaren Charaktere. Auch im Mobilespiel Sonic Forces: Speed Battle (2017) steht Wave dem Spieler zur Auswahl.
Waves japanische Synchronsprecherin ist Chie Nakamura (seit 2006), auf Englisch nach Erica Schroeder (2006–2010) zuletzt Kate Higgins (seit 2010) und auf Deutsch Jennifer Weiß (2016).
- Debüt: Sonic Riders (2006)
- Aktuellster Auftritt: Sonic Forces: Speed Battle (2017)

### Storm the Albatross
Storm the Albatross (japanisch: ストーム・ザ・アルバトロス Hepburn: Sutōmu za Arubatorosu) ist ein grauer Albatros, Mitglied der Babylon Rogue und talentierter Extreme-Gear-Wettstreiter. Storm hat einen grauen Körper, weiße Bauchfedern, einen gelben Schnabel, weiße Augen, trägt dunkelgrau-goldene Schuhe, gelbe Handschuhe, eine Kette mit drei Steinen um den Hals und eine gelbe Sonnenbrille über der Stirn. Als Mitglied der Babylon Rogue ist Storm somit ein treuer, loyaler Freund für Jet the Hawk und Wave the Swallow, obwohl diese ihn aufgrund seiner langsamen Art zu sprechen und zu denken oftmals triezen, was gegenüber Gegnern und Wettstreitern jedoch nicht gezeigt wird. Dort tritt Storm oft siegessicher und überlegen auf, zudem setzt er seine Kraft und bulligen Körper ein, um sich so einen Vorteil in Rennen zu verschaffen. Doch wenn Gefahr im Verzug ist, ist Jet auch bereit, Sonic und seinen Freunden beizustehen. Zumeist ist Knuckles the Echidna sein Gegenpart. Sein Main Extreme Gear ist Type-S der Klasse Power.
Primär tritt Storm the Albatross als einer der Hauptcharaktere in der Riders-Serie, bestehend aus Sonic Riders (2006), Sonic Riders: Zero Gravity (2008) und Sonic Free Riders (2010) auf. Hinzu kommen kleinere Cameo-Auftritte, wie ein Mii-Outfit im Stile von Storm the Albatross in Mario & Sonic bei den Olympischen Winterspielen Sotschi 2014 (2013). Im Mobilespiel Sonic Forces: Speed Battle (2017) war Storm schließlich wieder ein spielbarer Charakter.
Storms japanischer Synchronsprecher ist Kenji Nomura (seit 2006) und auf Englisch nach Dan Green (2006–2009) zuletzt Travis Willingham (seit 2010).
- Debüt: Sonic Riders (2006)
- Aktuellster Auftritt: Sonic Forces: Speed Battle (2017)

### Sticks the Badger
Sticks the Badger (japanisch: スティックス・ザ・バジャー Hepburn: Sutikkusu za Bajā) ist eine weibliche Dächsin, die seit ihrer Kindheit im Dschungel lebt, daher mit dem Leben in der Wildnis gut vertraut ist und stets einen Bumerang mit sich führt, mit dem sie bestens umgehen kann. Sticks hat einen orange-braunen Körper mit zwei großen, langen Locken, braune Ohren, einen orangefarbenen Schweif, blaue Augen und graue, zusammengeflickte Schuhe sowie Hose. Sie ist jung und naiv, laut und direkt, teils überdreht, übermotiviert und hyperaktiv, aber auch freundlich und hilfsbereit. Durch ihre Art bringt sie ihre Freunde öfters in Schwierigkeiten, sorgt aber für einen guten Kontrast, nachdem Amy in Beisein von Sticks deutlich erwachsener und rationaler auftritt. Der Charakter von Sticks ähnelt dem von Marine the Raccoon in Sonic Rush Adventure (2007) sehr.
Sticks wurde für das Sonic-Boom-Franchise entworfen und debütierte somit am 8. November 2014, als die erste Episode der Sonic-Boom-Fernsehserie (2014–2017) in den USA ausgestrahlt wurde, gefolgt vom Videospieldebüt am 11. November 2014 gleichzeitig in zwei Spielen, auch wenn sie in Sonic Boom: Lyrics Aufstieg (2014) nur einen kurzen Cameo-Auftritt in der Endsequenz hat. In Sonic Boom: Der zerbrochene Kristall (2014) ist Sticks hingegen eine der vier spielbaren Hauptcharaktere neben Sonic, Tails und Knuckles, wobei manche Bereiche oder Schalter nur mit Sticks' steuerbaren Bumerang erreichbar sind. Nach Auftritten in den Mobilespielen Sonic Runners (2015) und Sonic Dash 2: Sonic Boom (2015) war Sticks in ausgewählten Disziplinen von Mario & Sonic bei den Olympischen Spielen Rio 2016 (2016) ein spielbarer Charakter und somit außerhalb des Sonic-Boom-Universums mit den regulären Versionen der Hauptcharaktere in einem Spiel vertreten. Ihr bislang letzter Videospielauftritt war Sonic Boom: Feuer & Eis (2016), in dem Sticks eine der fünf spielbaren Hauptcharaktere darstellt, mit denselben Fähigkeiten wie zuvor in Sonic Boom: Der zerbrochene Kristall (2014). Die zweite Staffel der Sonic-Boom-Fernsehserie, wurde von Oktober 2016 bis November 2017 in den USA ausgestrahlt, aber nicht ins Deutsche übersetzt oder in Deutschland gezeigt. Zuletzt wurde der Charakter in Sonic Frontiers erwähnt.
Sticks' japanische Synchronsprecherin ist Aoi Yūki (2014–2017), auf Englisch Nika Futterman (2014–2017) und auf Deutsch Nicole Hannak (2014–2016) in den Spielen sowie Tina Haseney (2016) in der TV-Serie.
- Debüt: Sonic Boom: Lyrics Aufstieg und Sonic Boom: Der zerbrochene Kristall (2014)
- Aktuellster Auftritt: Sonic Boom: Feuer & Eis (2016)

### Tikal the Echidna
Tikal the Echidna (japanisch: ティカル・ザ・エキドゥナ Hepburn: Tikaru za Ekiduna) ist ein orangefarbenes Ameisenigel-Mädchen, welches in weit zurückliegender Vergangenheit vor 3.000 Jahren lebte, als das Volk der Echidnas noch florierte. Tikal hat einen orangefarbenen Körper, trägt ein beige-grün-rotes Kleid, orangefarbene Schuhen mit Bandagen, weiße Handschuhen, blaue Armreifen und einen goldenen Stirnreif. Sie ist freundlich, gütig und friedliebend. Als Tochter des mächtigen Anführers Pachacamac zog sie sich oft zum Schrein des Master Emeralds zurück, wo sie eines Tages auf die kleinen Chao-Kreaturen, aber auch auf ein Wasserwesen namens Chaos traf, mit denen sie sich anfreundete und mit denen sie spielte. Ihr Vater Pachacamac, der mehrere, schwer umkämpfte Kriege führte, bestand später jedoch darauf, die Kräfte des Master Emeralds zu Kriegszwecken zu benutzen. Da sich Tikal ihm in den Weg stellte, befahl Pachacamac seinen Echidna-Soldaten, den Schrein gewaltsam ohne Rücksicht auf Tikal und die kleinen Chao-Kreaturen zu stürmen, was das Wasserwesen Chaos dermaßen entzürnte, sodass dieser daraufhin Pachacamac und alle Soldaten ums Leben brachte und auf lange Sicht den Zusammenbruch der Echidna-Zivilisation einleitete. Nachdem Tikal das Ausmaß der Katastrophe bewusst wurde, beschloss sie, Chaos und ihre Seele im Inneren des Master Emeralds zu versiegeln, sodass Chaos weder erneut jemandem schaden, noch zu Rechenschaft gezogen werden könne.
Als Dr. Eggman über 3.000 Jahre später davon erfährt, dass dieses sagenumwobene Wesen Chaos im Master Emerald eingesperrt ist, beschließt er in Sonic Adventure (1998), den Master Emerald zu zerstören und schafft es tatsächlich, Chaos auf seine Seite zu ziehen. Tikal, deren Seele ebenfalls befreit wurde und sich nun frei als helles Licht bewegen kann, leitet die spielbaren Charaktere Sonic, Tails, Knuckles, Amy, Big the Cat und E-102 Gamma auf ihren Abenteuern und zeigt ihnen immer wieder Ereignisse aus ihrer Zeit von vor 3.000 Jahren. Am Ende des Abenteuers kann Sonic alle Puzzlestücke des Bildes der Vergangenheit zusammenfügen und erkennt, dass es sich bei dem Licht um Tikal handelt, welche daraufhin mit ihrem Körper in der Gegenwart erscheint und fordert, dass der eskalierende Chaos wieder in den Master Emerald eingesperrt wird. Sonic besteht jedoch darauf, Chaos stattdessen zu beruhigen und kann ihn als Super Sonic tatsächlich neutralisieren. Als alles wieder gut ist, können Tikal, Chaos und die kleinen Chao wieder in ihre Zeit zurückreisen und ihr Leben in Frieden weiterleben.
In Sonic Adventure 2 (2001) taucht Tikal als freispielbarer Charakter im Mehrspielermodus auf, während sie in Sonic Adventure 2 Battle (2002) von Beginn an und auch in den Kartrennen verfügbar ist. Zudem ist Tikal Teil des Tiny Chao Garden in Sonic Advance (2001) und Sonic Advance 2 (2002), sowie als Tischthema in Sonic Pinball Party (2003) vertreten. Die komplette Geschichte rund um Tikal und der Vergangenheit wurde auch in der TV-Serie Sonic X (2003–2005) thematisiert. Sie ist ein sammelbarer Sticker in Super Smash Bros. Brawl (2008) und als Mii-Outfit in Mario & Sonic bei den Olympischen Spielen London 2012 (2011), Mario & Sonic bei den Olympischen Winterspielen Sotschi 2014 (2013) und Mario & Sonic bei den Olympischen Spielen Rio 2016 (2016) vertreten. Erneut spielbar war Tikal in den Mobilegames Sonic Runners (2015) und Sonic Forces: Speed Battle (2017).
Tikals japanische Synchronsprecherin war Kaori Aso (1998–2003), auf Englisch Elara Distler (1999) in Sonic Adventure und Rebecca Honig (2003) in Sonic X, sowie Kathrin Gaube (2004–2005) in der deutschen Synchronisation von Sonic X.
- Debüt: Sonic Adventure (1998)
- Aktuellster Auftritt: Sonic Forces: Speed Battle (2017)

### Chao
Chao (japanisch: チャオ) sind kleine, niedliche Kreaturen in der Welt von Sonic, die aufgrund ihrer Anpassungsfähigkeiten von allen Charakteren gemocht werden. Chao schlüpfen aus Eiern und ein Baby Chao ähnelt in der Regel bereits einem Neutral Chao: Hellblauer Körper mit gelben Stellen, kleinen Flügeln und einen spitzen Kopf, über dem ein kleiner Ball schwebt, der seine Form verändern kann, um die Stimmung oder Emotion eines Chao zu verdeutlichen. Doch oft werden Chao mit der Zeit auch zu Hero Chao, weiße engelsähnliche Chao mit Heiligenschein, oder zu Dark Chao, dämonischer wirkende, dunkelfarbige Chao. Vor allem in Sonic Adventure (1998) und Sonic Adventure 2 (2001) sowie in den Neuauflagen dieser Spiele ist der Chao Garden präsent, in dem sich die Spielcharaktere um ihre Chao kümmern können. Chao können gestreichelt, gefüttert oder geärgert werden und an Wettrennen teilnehmen. Um die Lauf-, Kletter-, Flug- und Ausdauer-Fähigkeiten von Chao für die Rennen zu verbessern, können Tiere oder Früchte mit in den Chao Garden genommen werden, welche die Werte erhöhen, sodass ein teilnehmender Chao besser bei einem Chao-Rennen abschneidet. Bei Tieren, an denen sich die Chao erfreuen, verändert sich das Aussehen der Chao in der Regel jedes Mal. Unter besonderen Umständen können auch abstraktere Chao-Formen, wie Light Chao, Angel Chao oder Devil Chao, bis hin zu beispielsweise Green Hero Chaos Chao oder Shiny Red Neutral Chaos Chao herangezüchtet werden. Eine gewünschte Form unter all den möglichen Kombinationsmöglichkeiten zu bekommen, kostet einen hohen Zeitaufwand. Oftmals muss der Chao dafür auch mehrmals reinkarniert werden, kann bei falscher Handhabung jedoch auch sein Leben beenden. Auf dem Sega Dreamcast konnten Chao auf dem auswechselbaren VMU vom Controller gespeichert und transportiert werden. Die Versionen auf dem GameCube waren dazu in der Lage, mit einem Verbindungskabel die Chao in den Tiny Chao Garden zu transferieren, der auf Sonic Advance (2001), Sonic Advance 2 (2002) und Sonic Pinball Party (2003) vorhanden war.
Bei ihrem Debüt in Sonic Adventure (1998) hatte sich Tikal bereits vor über 3.000 Jahren mit Chao angefreundet. In Sonic Adventure 2 (2001) erschien erstmals ein fiktives Filmplakat namens Chao in Space, welches in zukünftigen Spielen immer häufiger als Easter Egg zu finden war, ehe Chao in Space am 12. Dezember 2019 mit einem Kurzfilm auf dem offiziellen Sonic-the-Hedgehog-YouTubekanal realisiert wurde. Auf dem GameCube waren Hero Chao und Dark Chao spielbare Charaktere im Mehrspielermodus von Sonic Adventure 2 Battle (2002), außerdem kam das Chao Karate im Chao Garden hinzu. Als in Sonic Advance 2 (2002) der neue Charakter Cream the Rabbit eingeführt wurde, hatte diese immer ihren Chao Cheese an ihrer Seite. In Sonic Heroes (2003) waren Cream und Cheese zudem auf der Suche nach Creams andere Chao namens Chocola. Auch in dutzenden anderen Sonic-Spielen sind Chao zu sehen, beispielsweise im Publikum bei Olympischen Spielen, aber auch als Spirit in Super Smash Bros. Ultimate (2018). Ein Neutral Chao, ein Hero Chao und ein Dark Chao innerhalb eines Fahrzeugs bilden einen wählbaren Fahrer in Team Sonic Racing (2019).
Da Chao keine Worte sprechen, werden die Geräusche der Chao international einheitlich von Tomoko Sasaki (seit 1998) synchronisiert.
- Debüt: Sonic Adventure (1998)
- Aktuellster Auftritt: Sonic X Shadow Generations (2024)

### Omochao
Omochao (japanisch: オモチャオ) sind kleine, massenproduzierte Roboter mit bewusst großer Ähnlichkeit zu den Chao. Sie bestehen aus hellblauem Metall und gelben Armen und Füßen, dazu gelb leuchtende Augen und mit einem Propeller auf dem Kopf. In Omochao ist das gesamte Wissen der Welt eingespeichert, weswegen er den Spielcharakteren überall auf der Welt hilft, sich in ihrer Umgebung zurechtzufinden. Omochao arbeiten aber auch als Schiedsrichter, Sportreporter oder Nachrichtensprecher.
Seinen ersten Auftritt hatte Omochao in den Chao-Rennen in Sonic Adventure (1998), indem er im Foyer stand und auf der Laufstrecke die falschen Wege blockierte, damit sich die laufenden Chao zurechtfinden konnten. Erst ab Sonic Adventure 2 (2001) sprach Omochao und gab es den Spielcharakteren in den meisten Leveln des Spiels hilfreiche Tipps zur Steuerung oder einer bestimmten, neuen Passage im Spiel, sowie wie man diese am besten bewältigen könne. Mit einer Attacke konnte Omochao jedoch auch gewaltsam deaktiviert und zum Schweigen gebracht werden. Dies setzte sich fort, beispielsweise in Sonic Heroes (2003) oder in Sonic Generations (2011), bei allen Spielen zu den Olympischen Spielen oder bei Team Sonic Racing (2019).
Omochaos japanische Synchronsprecherin ist nach Tomoko Sasaki (2001) derzeit Etsuko Kozakura (seit 2003), auf Englisch nach Lani Minella (2001–2003), Liza Jacqueline (2006), Rebecca Honig (2007) und Laura Bailey (2010–2015) derzeit Erica Lindbeck (seit 2019) und auf Deutsch Tabea Börner (seit 2011).
- Debüt: Sonic Adventure (1998)
- Aktuellster Auftritt: Sonic X Shadow Generations (2024)

## Widersacher
Der primäre Widersacher der Sonic-Spieleserie ist Dr. Eggman, der als Hauptcharakter geführt ist. Knuckles the Echidna und Shadow the Hedgehog sind bei ihren Erstauftritten zunächst Widersacher, freunden sich dann aber mit Sonic the Hedgehog an. Alle weiteren Widersacher, die mehr als einmal in der Spieleserie auftauchen, sind nachfolgend aufgeführt.

### Metal Sonic
Metal Sonic (japanisch: メタルソニック Hepburn: Metaru Sonikku) ist ein von Dr. Eggman geschaffener Roboter, der nach Sonics Ebenbild geschaffen wurde. Er besteht aus größtenteils dunkelblauem, glattem Metall und vielen spitzen Stacheln, zudem erhielt er ein eigenes Bewusstsein. Metal Sonic tritt erstmals in Sonic the Hedgehog CD (1993) auf und entführt dort Amy Rose, um Sonic zu ihm zu locken. In der Stardust Speedway Zone kommt es schließlich zum Kampf und Wettrennen, in dem Metal Sonic unterliegt und beschädigt zurückbleibt. Sonics Kampf gegen Metal Sonic wird im Sonic the Hedgehog (OVA) (1996) intensiv thematisiert. In Sonic the Hedgehog 4: Episode II (2012) findet Dr. Eggman den deaktivierten Metal Sonic in der Stardust Speedway Zone nach einiger Zeit wieder, kann ihn wieder einschalten und zu sich in seine Geheimbasis lotsen. Dort wird Metal Sonic repariert und muss kurz darauf in der White Park Zone und an Bord des Death Egg II erneut Niederlagen gegen Sonic einstecken. In Sonic Adventure (1998) ist Metal Sonic in Dr. Eggmans Geheimbasis zu sehen, wie er offensichtlich repariert wird. Bis auf die Sega-Dreamcast-Version ist Metal Sonic in diesem Spiel ein freispielbarer Charakter, wenn auch ohne Story, ebenso ist er ein wählbarer Charakter im Mehrspielermodus von Sonic Adventure 2 Battle (2001).
Im Finale von Sonic Heroes (2003) stellt sich heraus, dass Metal Sonic hinter den Ereignissen in diesem Spiel steckt und sogar Dr. Eggman in einem Verlies einsperrte, damit Metal Sonic sich als Dr. Eggman-Kopie ausgeben konnte. Er kopierte die Daten der Helden und früherer Widersacher, um sich erst zu Neo Metal Sonic, dann Metal Madness und schließlich zu Metal Overlord zu verwandeln, wird aber von Super Sonic, Tails und Knuckles besiegt, ehe er sich in seine ursprüngliche Form zurückverwandelt und Sonic fragt, warum er ihn einfach nicht besiegen könne. In Sonic Generations (2011) kommt es zum erneuten Kampf gegen Metal Sonic, in Sonic Boom: Lyrics Aufstieg (2014) wechselt Metal Sonic die Seiten und kämpft kurzzeitig für Lyric, während er in Sonic Forces (2017) zu den unzählig kopierten Gegnern zusammen mit Shadow, Chaos und Zavok gehört. Für das Remaster Sonic Colours: Ultimate (2021) wurden Rivalenrennen gegen Metal Sonic in das Spiel eingefügt, die im Originalspiel noch nicht gab und in Sonic X Shadow Generations (2024) bestreitet Shadow einen Bosskampf gegen Metal Sonic in seiner höchsten Form als Metal Overlord.
Metal Sonic spricht in Sonic Heroes (2003), dort ist sein japanischer Synchronsprecher Jun'ichi Kanemaru und auf Englisch Ryan Drummond, sowie in Sonic X Shadow Generations (2024), dort ist sein japanischer Synchronsprecher weiterhin Jun'ichi Kanemaru, auf Englisch Ray Chase und die erste deutsche Synchronstimme von Metal Sonic stellte hier Marcus Staiger dar.
- Debüt: Sonic the Hedgehog CD (1993)
- Aktuellster Auftritt: Sonic X Shadow Generations (2024)

### Fang the Hunter
Fang the Hunter, bis 2023 auch bezeichnet als Fang the Sniper (japanisch: ファング・ザ・スナイパー Hepburn: Fangu za Sunaipā) ist ein lila Wiesel, welches nach Reichtümern strebt und eine Schusswaffe mit sich führt, mit der er Korken verschießen kann. Sein ursprünglich angedachter Name für seinen ersten Auftritt in Sonic the Hedgehog Triple Trouble (1994) war Nack the Weasel. Jedoch befürchtete man, primär im japanischen Sprachgebrauch, eine zu hohe Ähnlichkeit zur Aussprache des Charakters Knuckles the Echidna, weshalb man noch kurz vor Release des Spiels den Namen in Fang the Sniper änderte, doch für die Erstveröffentlichung in Nordamerika am 15. Oktober 1994 wurde noch der Name Nack publiziert, ebenso bei der europäischen Veröffentlichung am 11. November 1994, nur im japanischen Sonic the Hedgehog Triple Trouble wurde der Charakter schon als Fang bezeichnet. In allen folgenden Spielauftritten, unabhängig von der Region, trug der Charakter fortan nur noch den Namen Fang. Der volle Name Fang the Sniper wurde im Jahre 2023 offiziell zu Fang the Hunter geändert. Er hat einen lila Körper mit weißem Bauchfell, eine große Schnauze mit einem auffälligen, abstehenden Zahn, einem großen braunen Hut als sein Markenzeichen, dazu braune Handschuhe und rote Schuhe. Fang ist an Reichtümern und materiellem Wert interessiert, weswegen er auf die Chaos Emeralds aufmerksam wird und beschließt, diese zu suchen, um sie auf dem Schwarzmarkt zu verkaufen.
Als sich in Sonic the Hedgehog Triple Trouble (1994) Fangs Wege auf der Suche nach den Chaos Emeralds mit denen von Sonic kreuzen, versucht Fang, Sonic mit Tricks und Fallen auszuschalten und zu behindern, was ihm jedoch nicht gelingt. Seinen zweiten Auftritt hat Fang als einer der sieben, auswählbaren Fahrer in Sonic Drift Racing (1995). Auch im Arcade-Kampfspiel Sonic the Fighters (1996) ist Fang als einer der acht wählbaren Kämpfer des Spiels ein spielbarer Charakter. In Sonic Generations (2011) sind „Wanted“-Plakate von Fang im Level City Escape zu sehen. Am Ende der Mirage Saloon Zone in Sonic Mania (2017) und Sonic Mania Plus (2018) verwendet der Heavy Magician eine lebensechte Illusion von Fang, die bekämpft werden muss. Fang the Hunter tritt in Sonic Superstars (2023) als Antagonist erneut auf.
- Debüt: Sonic the Hedgehog Triple Trouble (1994)
- Aktuellster Auftritt: Sonic Superstars (2023)

### E-Roboter
In Sonic Adventure (1998) erbaut Dr. Eggman nach E-100 Alpha, auch bekannt als Zero, der Amy durchgehend verfolgt, die erste E-Serie als Crew für sein Egg Carrier: E-101 Beta, E-102 Gamma, E-103 Delta, E-104 Epsilon und E-105 Zeta. Der Roboter E-102 Gamma ist einer der sechs spielbaren Charaktere des Spiels, aus dessen Sicht die Handlung erlebt werden kann. Demnach siegt E-102 Gamma in einem Kampf gegen „seinen älteren Bruder“ E-101 Beta, der daraufhin modifiziert wird. Als die übrigen vier Roboter den Auftrag bekommen, den Frosch Froggy zu finden, gelingt dies nur E-102 Gamma, die anderen sollen aus Dr. Eggmans Augen verschwinden. Da die E-Roboter wie Badniks inneliegende Tierchen als Energiequelle nutzen, ist E-102 Gamma verwirrt, als er den Vogel Birdie in Amys Begleitung trifft, da es dabei um das Kind des Vogels in seinem eigenen Inneren handelt, was er auf irgendeine Weise wahrnimmt. E-102 Gamma beschließt daher, Dr. Eggmans Befehle nicht mehr zu befolgen, befreit Amy und spürt E-103 Delta, E-104 Epsilon und E-105 Zeta auf, um sie zu vernichten, um die in ihnen gefangenen Tierchen zu befreien. Am Ende kommt es zu einem Showdown von E-102 Gamma gegen den verbesserten E-101 Beta mkII, in dem sich beide gegenseitig zerstören und so am Ende beide Eltern von Birdie freigeben.
Nachdem Dr. Eggman E-102 Gamma als den Stärksten seiner Art erkannte, wurde dieser unter dem Namen E-1000 mit zwei statt nur einem Kanonenarm in Massenproduktion gegeben, der mehrfach in Sonic Adventure 2 (2001) als einfacher Gegner auftaucht. Weitere Gamma-Modifikationen sind Chaos Gamma und Guard Robo in Sonic Battle (2003), in dem auch E-121 Phi auftritt, der von Dr. Eggman nach Vorbild des 4.000 Jahre alten Roboters Emerl erbaut wurde. In Sonic Heroes (2003) tritt erstmals E-123 Omega auf und formt mit Shadow und Rouge the Bat Team Dark, die unter anderem auf Gegner namens E-2000 und E-2000R treffen. Im Gegensatz zum labil auftretenden, gefühlsgeleiteten E-102 Gamma wirkt E-123 Omega wie eine gefühlskalte Killermaschine. Neben einigen Nebenauftritten sorgt E-123 Omega auch für Plottwists in den Handlungen von Sonic the Hedgehog (2006) und Sonic Forces (2017), wo er den Helden beisteht. In Sonic Riders (2006) und Sonic Free Riders (2010) tauchen insgesamt zehn verschiedenfarbige Variationen eines E-10000 auf, die wie die Hauptcharaktere auf den Extreme Gears an den Rennen teilnehmen.
- Debüt: Sonic Adventure (1998)
- Aktuellster Auftritt: Team Sonic Racing (2019)

### Chaos
Chaos (japanisch: カオス Hepburn: Kaosu) ist ein mystisches Wesen, welches nahezu vollständig aus Wasser besteht und der letzte bekannte Nachfahre der Ahnen. Sein äußeres Erscheinungsbild setzt sich aus türkisfarbenen, in sich selbst fließendem Wasser zusammen, welches Kopf, Arme und Beine formt. In seinem Innerem kann man auch ein Gehirn und Nervenbahnen erkennen, zudem verfügt er über zwei große, grüne Augen. Chaos ist offensichtlich eine stark mutierte Version eines Chao, welches die Chao in Tikals Zeit beschützt und umsorgt. Tikal, die Chaos näher kennenlernt, bezeichnet ihn als herzensgute, liebende Kreatur. Erst nachdem ein brutaler Angriff, ausgehend von Tikals Vater Pachacamac, keine Rücksicht auf Tikal und die Chao nimmt, wird er wütend und aggressiv, woraufhin Tikal ihn im Master Emerald versiegelt, wo er 3.000 Jahre bleibt, bis er in Sonic Adventure (1998) absichtlich von Dr. Eggman befreit wird.
In Station Square trifft Sonic erstmals auf Chaos, der von Dr. Eggman als „Gott der Zerstörung“ bezeichnet wird, und kann ihn zunächst besiegen. Doch bei der bald darauffolgenden zweiten Begegnung werden Sonic und Tails Zeuge, wie Chaos stärker wird, wächst, sowie teils Knochen in seiner Wassermasse entwickelt, als er Chaos Emeralds zugeführt bekommt. Im Laufe des Spiels erlangt Chaos, der in mehreren Formen bekämpft wird, immer mehr Kraft durch eine wachsende Anzahl an Chaos Emeralds, außerdem trägt er vorübergehend den Frosch Froggy in seinem Inneren, da dieser sich seinen Schweif „geliehen“ hatte. In antiken Ruinen findet Sonic sogar eine Wandmalerei, die noch länger als Tikals Zeit zurückliegen muss, da sie zeigt, wie ein gigantischer Chaos eine große Stadt zerstört. Genau dies geschieht, nachdem Chaos alle sieben Chaos Emeralds an sich reißen konnte, woraufhin Super Sonic den Kampf aufnimmt und den sogenannten Perfect Chaos besiegen kann. Das verwandelt Chaos zurück und lindert seinen Zorn, woraufhin er mit Tikal und den Chao in seine Zeit zurückkehrt. Aufgrund seiner unbekannten Lebenserwartung ist es nicht ausgeschlossen, dass Chaos die 3.000 Jahre überlebt und in der Gegenwart noch immer lebt.
In Sonic Adventure 2 (2001) und Sonic Adventure 2 Battle (2002) ist Chaos ein spielbarer Charakter in den Suchleveln des Mehrspielermodus und auch in Sonic Battle (2003) lässt sich Chaos als Kämpfer freischalten. Die komplette Geschichte rund um Tikal, die Vergangenheit und der Kampf gegen Chaos wurde auch in der TV-Serie Sonic X (2003–2005) thematisiert. In Sonic Heroes (2003) sammelt Metal Sonic durch direkten Körperkontakt DNA-Daten von den mächtigsten Kreaturen der Welt, wozu er auch Chaos zählt, weswegen er Froggy entführt, der sich vorübergehend in Chaos Wasserkörper befand, und so über Froggy die DNA-Daten von Chaos erhält. Als ihn die Zeitverschiebungen in Sonic Generations (2011) durch verschiedene Epochen seiner vergangenen Abenteuer führt, gelangt Sonic erneut zu dem Zeitpunkt, als er Perfect Chaos bekämpfte, muss diesen dann jedoch in seiner normalen Form und nicht als Super Sonic besiegen. Zu Beginn von Sonic Forces (2017) ist Sonic sehr über das Wiedersehen mit Chaos verwundert, der Sonic unter Infinites Kommando und mit Hilfe von Shadow, Metal Sonic und Zavok besiegen kann. Wie sich später herausstellt, handelt es sich hierbei jedoch um einen Chaos-Klon, die Infinite unbegrenzt erschaffen kann, bis er besiegt wird. In Sonic Frontiers (2022) wird die Hintergrundgeschichte von Chaos’ Volk, den Ahnen, erzählt. So wurde der Heimatplanet der Ahnen von einem mächtigen Gegner zerstört, sodass diese auf der Erde auf den Starfall Islands ein neues Zuhause fanden, jedoch auch dort vom Gegner aufgefunden und vernichtet wurden. Offensichtlich nicht vollständig, da mit Chaos noch mindestens ein Ahne überlebte, wenngleich Chaos deutlich kleiner und kindlicher wirkt, wie die Ahnen in Sonic Frontiers. Da er sich niemals mitteilt, ist auch nicht bekannt, ob sich Chaos seines Schicksals und der Vergangenheit seines Volkes bewusst ist.
- Debüt: Sonic Adventure (1998)
- Aktuellster Auftritt: Sonic X Shadow Generations (2024)

### Professor Gerald Robotnik
Professor Gerald Robotnik (japanisch: プロフェッサー・ジェラルド・ロボトニッ Hepburn: Professā Jerarudo Robotonikku) ist ein hochangesehener, menschlicher Wissenschaftler und der Großvater von Dr. Ivo Robotnik (Dr. Eggman) und Maria Robotnik, der bereits vor rund 50 Jahren verstarb. Er sieht Dr. Eggman sehr ähnlich, nur älter, mit einem weißen, großen Schnauzbart, einem weißen Kittel und dem charakteristischen, eierförmig runden Bauch. Professor Gerald Robotnik war ein sehr intelligenter, anerkannter Wissenschaftler, der in seiner selbst erbauten Weltraumkolonie ARK im Orbit des Planeten lebte und dort seine Forschungen vorantrieb. Ebenfalls lebte dort dessen Enkelin Maria Robotnik, die Cousine von Dr. Eggman: Eine junge Frau in hellblauen Kleid mit langen, blonden Haaren. Diese litt an einer Krankheit namens Neuro-Immune Deficiency Syndrome, kurz NIDS, für die Professor Gerald Robotnik nach einem Heilmittel forschte. Dabei erschuf dieser auf der Suche nach der „ultimativen Lebensform“ erst den Biolizard und dann Shadow the Hedgehog, der Maria fortan als treuer Freund loyal zur Seite stand. Für die Erschaffung Shadows ging Professor Gerald Robotnik einen Handel mit dem Außerirdischen Black Doom ein, mit dessen Blut Shadow geschaffen werden konnte. Professor Gerald Robotniks Hoffnung war es, damit den Schlüssel zu ewigen Leben zu erlangen und dies als Gegenmittel für Marias NIDS zu nutzen. Doch er traute Black Doom nicht gänzlich und schuf auch die Eclipse Cannon, um notfalls Black Dooms Heimatplaneten Black Comet zerstören zu können.
50 Jahre vor den Ereignissen in Sonic Adventure 2 (2001) stürmt das Militär des Präsidenten die Weltraumkolonie ARK, weil gerüchteweise illegale Forschungen betrieben werden und die unbekannten Verhandlungen mit Black Doom den Präsidenten verunsicherten. Im Trubel dieses Angriffs erschießt ein Soldat Maria Robotnik übereilig, nachdem sie Shadow in einer Kapsel in Sicherheit bringen konnte, in Sorge, die Soldaten könnten ihm etwas antun. Tatsächlich bringt das Militär Shadow anschließend in eine geheime Basis. Doch Professor Gerald Robotnik wird nach Marias Tod immer verrückter und verliert den Verstand. Voller Hass und Rachegelüste beschließt er, den Weltuntergang herbeizuführen, brauche dafür aber die sieben Chaos Emeralds in der Konsole der ARK. Er bereitet auch ein Video vor, welches weltweit ausgestrahlt wird, sobald dieser Moment gekommen ist. Da dann die ARK mit solcher Wucht auf der Erde einstürzen soll, dass nirgendwo menschliches Leben mehr möglich ist. Doch bevor er die Chaos Emeralds bekommen kann, wird Professor Gerald Robotnik verhaftet, schwört im Gefängnis Rache und stirbt in Gefangenschaft.
Die Ereignisse in Sonic Adventure 2 nehmen ihren Lauf, als Dr. Eggman durch das Tagebuch seines Großvaters von der ultimativen Lebensform Shadow erfährt und ihn mit dem Passwort „Maria“ aus seiner Gefangenschaft in der Militärbasis befreit. Letztendlich schafft es Dr. Eggman, die sieben Chaos Emeralds in der Konsole der ARK zu vereinen, da er dachte, dass diese nur zur Nutzung der Eclipse Cannon nötig seien, sah aber nicht kommen, dass Professor Gerald Robotniks geplanter Weltuntergang Jahrzehnte nach seinem Tod doch noch eingeleitet und sein Rachevideo weltweit ausgestrahlt wird. Dr. Eggman hilft Sonic und seinen Freunden, dies zu verhindern. Dr. Eggman schien von der ARK und seiner Cousine Maria gewusst zu haben, scheint aber selbst keine Bindung zu besitzen. Während des Abspanns in Sonic Adventure 2 erklärt er aber im Gespräch mit Tails, dass er seinen Großvater immer sehr bewundert habe und nicht glauben kann, dass er so wahnsinnig gewesen sei. Die komplette Geschichte rund um Professor Gerald Robotnik und der Vergangenheit wurde auch in der TV-Serie Sonic X (2003–2005) thematisiert. Im Spiel Shadow the Hedgehog (2005) kehrt Black Doom zurück, besteht auf Professor Gerald Robotniks Versprechen und greift deswegen die Menschen an. Es ist Shadow, der Black Doom besiegt und seinen Heimatplaneten Black Comet mit der Eclipse Cannon vernichtet, so wie es Professor Gerald Robotnik geplant hatte.
Als der Time Eater in Sonic X Shadow Generations (2024) die Zeitlinien durcheinanderbringt, reisen Professor Gerald Robotnik und Maria aus einem Zeitpunkt vor Marias tragischem Tod unwissentlich zu Shadows Gegenwart. Während für sie die Begegnung mit Shadow daher wenig außergewöhnlich erscheint, ist es für Shadow schon viele Jahrzehnte her und er kann für einige Zeit wieder mit den beiden zusammen sein und mit ihnen reden, doch leider nicht ihr Schicksal verhindern, da Gerald und Maria letztlich doch wieder in ihre Zeit zurückreisen.
Im Kinofilm Sonic the Hedgehog 3 (2024) spielt Professor Gerald Robotnik eine tragende Rolle und wird dort ebenso wie sein Enkel, Dr. Ivo Robotnik, vom Schauspieler Jim Carrey verkörpert. Anders als in seinen bisherigen Auftritten ist Gerald hier trotz seines Alters von über 110 Jahren hier noch in der Gegenwart am Leben und verbündet sich mit seinem Enkel, um mit Shadows Hilfe mit der Eclipse Cannon die Welt zu zerstören. Vom Charakter tritt Gerald in diesem Film jedoch deutlich zynischer, überdrehter und verspielter auf als üblich. Am Ende wendet er sich gegen Dr. Ivo Robotnik und glaubt sogar, seinen Enkel erfolgreich umgebracht zu haben, doch mit der Hilfe von Tails und Knuckles kann sich Dr. Ivo Robotnik nicht nur retten, sondern auch seinen Großvater Gerald vaporisieren und somit sein Leben beenden.
Professor Gerald Robotniks japanischer Synchronsprecher ist nach Chikao Ōtsuka (2001–2005) derzeit Kotaro Nakamura (seit 2024) in den Videospielen bzw. Koichi Yamadera im Kinofilm Sonic the Hedgehog 3 (2024), auf Englisch nach Marc Biagi (2001) derzeit Mike Pollock (seit 2003) in den Videospielen bzw. Jim Carrey im Kinofilm Sonic the Hedgehog 3 (2024) und auf Deutsch nach Manfred Erdmann (2004) derzeit Johannes Oliver Hamm (seit 2024) in den Videospielen bzw. Stefan Fredrich im Kinofilm Sonic the Hedgehog 3 (2024).
- Debüt: Sonic Adventure 2 (2001)
- Aktuellster Auftritt: Sonic X Shadow Generations (2024, Videospiel) bzw. Sonic the Hedgehog 3 (2024, Kinofilm)

### Dr. Eggman Nega
Dr. Eggman Nega (japanisch: ドクター・エッグマン・ネガ Hepburn: Dokutā Egguman Nega) ist ein verrückter Wissenschaftler und der Nachfahre von Dr. Eggman in der fernen Zukunft, die von den Charakteren als alternative Dimension bezeichnet wird. Sein Name leitet sich von dem Wort „negativ“ ab. In der ursprünglichen, postapokalyptischen Zukunft, wie in Sonic the Hedgehog (2006) zu sehen, scheint er nicht zu existieren. Doch als diese Zukunft durch das Auslöschen von Solaris zurückgesetzt wird und Blaze the Cat in einer positiveren Zeitlinie geboren wird, bekommt sie es dort auch mit Dr. Eggman Nega zu tun. Dr. Eggman Nega hat den denselben Körperbau wie Dr. Eggman mit dem eierförmigen Bauch, trägt jedoch einen weißen, großen Schnauzbart, ein futuristisches Visier, eine Art Tauchmaske auf der Stirn, weiße Handschuhe und eine schwarz-gelb-rote Kleidung. Vom Charakter scheint er noch rücksichtsloser und brutaler vorzugehen als seine Ahne.
In Sonic Rush (2005) reist Dr. Eggman Nega in die Vergangenheit und verbündet sich mit Dr. Eggman, um gemeinsam die Weltherrschaft zu erlangen, doch werden die Pläne der beiden von Sonic und Blaze durchkreuzt, woraufhin Blaze und Dr. Eggman Nega in ihre Zeit zurückkehren. Dorthin gelangen Sonic und Tails in Sonic Rush Adventure (2007), in der die beiden Dr. Eggmans erneut zusammenarbeiten und mit dem Juwelenzepter die Weltherrschaft anstreben, doch erneut scheitern sie an Sonic und Blaze. In Sonic Rivals (2006) nimmt Dr. Eggman Nega seinen Ahnen Dr. Eggman gefangen und gibt sich als dieser aus, weil sein Genie in seiner Zeit nicht anerkannt wird, Dr. Eggmans Fehlschläge der Vergangenheit dafür verantwortlich macht, dass seine Familie nicht ernst genommen wird und ihn daher aus dem Verkehr ziehen will, um sich damit für jetzt und für zukünftige Generationen Respekt und Anerkennung zu verdienen. Als Sonic, Knuckles, Shadow und Silver the Hedgehog zusammenarbeiten, gelingt es ihnen, Dr. Eggman Nega zu besiegen. Ein weiteres Mal gibt sich Dr. Eggman Nega in Sonic Rivals 2 (2007) als Dr. Eggman aus und entführt eine Vielzahl von Chao, um das Monster Ifrit zu beschwören, doch stattdessen stranden Shadow, Metal Sonic und Dr. Eggman Nega in Ifrits Dimension. Shadow kann einen Chaos Emerald nutzen, um mittels Chaos Control mit Metal Sonic in seine Dimension zurückzureisen und nur Dr. Eggman Nega in Ifrits Dimension zurückzulassen.
Daraufhin erscheint Dr. Eggman Nega nur noch bei den Olympischen Spielen und Winterspielen. Er ist ein Rivale in ausgewählten Disziplinen in Mario & Sonic bei den Olympischen Winterspielen (2009), Mario & Sonic bei den Olympischen Spielen London 2012 (2011) und Mario & Sonic bei den Olympischen Winterspielen Sotschi 2014 (2013), sowie ein spielbarer Charakter in der 3DS-Version von Mario & Sonic bei den Olympischen Spielen Rio 2016 (2016), in der Switch-Version von Mario & Sonic bei den Olympischen Spielen Tokyo 2020 (2019) und im Mobilegame Sonic bei den Olympischen Spielen Tokyo 2020 (2020).
Dr. Eggman Negas Synchronsprecher sind in jeder Sprache dieselben wie von Dr. Eggman, der japanische Synchronsprecher ist nach Chikao Ōtsuka (2005–2013) derzeit Kotaro Nakamura (seit 2016), auf Englisch Mike Pollock (seit 2005) und auf Deutsch nach Hartmut Neugebauer (2013–2016) derzeit Johannes Oliver Hamm (seit 2019).
- Debüt: Sonic Rush (2005)
- Aktuellster Auftritt: Sonic bei den Olympischen Spielen Tokyo 2020 (2020)

### Orbot & Cubot
Orbot (japanisch: オーボット Hepburn: Ōbotto) und Cubot (japanisch: キューボット Hepburn: Kyūbotto) sind zwei loyale Roboter an der Seite von Dr. Eggman, die kleinere Befehle ihres Meisters ausführen, ihn jedoch vor allen Dingen aufregen oder verärgern. Orbot ist ein roter Roboter, der sich einer runden Kugel zusammenrollen kann, während Cubot ein gelber Roboter ist, der sich zu einem Würfel zusammenklappen kann. Wenn sie nicht eingeklappt sind, verfügen sie über bewegbare Stangen, die mit Gelenken verbunden sind und wie Arme aussehen, was durch die Handschuhe in ihrer jeweiligen Farbe am Ende ihrer beiden Stangen bekräftigt wird. Orbot ist der Klügere der beiden, denkt rational und realistisch, scheut auch nicht davor zurück, Dr. Eggman frühzeitig mitzuteilen, wenn seine Machenschaften nicht nach Plan verlaufen oder gerade vereitelt werden. In Abwesenheit von Dr. Eggman zeigt sich Orbot oftmals faul, verweigert die Arbeit und nimmt schwebend eine faulenzende Position ein. Sein Gegenpart Cubot hat oft eine lange Leitung und tritt bei Dr. Eggmans Gefühlslage oft ins Fettnäpfchen, indem er offensichtliche Rückschläge oder Niederlagen laut betont, im Gegensatz zu Orbot aber eben erst, nachdem sie geschehen sind. Zudem verfügt Cubot über verschiedene Sprachchips, die wohl aufgrund einer Fehlfunktion von selbst wechseln. So spricht Cubot beispielsweise wie ein Cowboy, im Seemannsjargon oder hört gar nicht auf zu Reden. Das Zusammenspiel der Gegensätze, dem klügeren und rationaleren Orbot, sowie dem dümmlicheren und naiveren Cubot funktioniert exakt so wie bei Dr. Eggmans früheren Robotern Scratch und Grounder in Sonic der irre Igel (1993–1996) oder bei Decoe und Bocoe in Sonic X (2003–2005).
Bereits in Sonic Unleashed (2008) stand Dr. Eggman ein Prototyp von Orbot namens SA-55 zur Seite, der bis auf die weiße statt rote Färbung äußerlich und charakterlich identisch mit Orbot war. Doch ihr wirkliches Debüt gaben Orbot und Cubot zusammen in Sonic Colours (2010), als sie für Dr. Eggman die Wisp-Kreaturen im intergalaktischen Vergnügungspark einfangen mussten. Als nach Ende des Spiels Dr. Eggman mit Orbot und Cubot ziellos im Weltall umhertreibt, entdeckt er den Time Eater und entkommt mit diesem, während er seine Roboter im Weltall zurückließ, wie in Sonic Generations (2011) gezeigt wurde. In Sonic Lost World (2013) hatten die beiden bereits wieder zurück zu Dr. Eggman gefunden und stehen ihn von Beginn des Spiels an zur Seite. Als sich Dr. Eggman vorübergehend mit Sonic und Tails verbünden muss, nehmen Orbot und Cubot dies begeistert war, weil sie laut ihren Angaben dann auch mal auf der Seite der Gewinner stünden. Als Tails entführt wird, geht Orbot sogar auf Sonic zu und bittet ihn, Tails’ Platz als Sonics Sidekick einnehmen zu dürfen. Auch in der TV-Serie Sonic Boom (2014–2017), in der die meisten Charaktere ihr Äußeres geändert bekamen, erscheinen Orbot und Cubot in unveränderter Gestalt erneut an Dr. Eggmans Seite, ebenso in Sonic Forces (2017). Nach kleinen Nebenrollen in Sonic Prime (2022–2024) tauchen Orbot und Cubot auch in Sonic X Shadow Generations (2024) als NPCs in der Shadow-Kampagne auf.
Orbots japanischer Synchronsprecher ist Mitsuo Iwata (in allen Medien, seit 2010), auf Englisch nach Deven Mack (in der Serie Sonic Prime, 2022–2024) derzeit Kirk Thornton (in den Videospielen, seit 2010) und auf Deutsch Romanus Fuhrmann (in allen Medien, seit 2013). Cubots japanischer Synchronsprecher ist Wataru Takagi (in allen Medien, seit 2010), auf Englisch nach Deven Mack (in der Serie Sonic Prime, 2022–2024) derzeit Wally Wingert (in den Videospielen, seit 2010) und auf Deutsch Matthias Horn (in allen Medien, seit 2013).
- Debüt: Sonic Colours (2010)
- Aktuellster Auftritt: Sonic X Shadow Generations (2024)

### Zavok
Zavok (japanisch: ザボック Hepburn: Zabokku) ist ein großer, sogenannter Zeti und der Anführer der Schrecklichen Sechs. Er besitzt einen rot-schwarzen Körper mit großen Oberarmen, einen langen, kräftigen Schweif, riesige Hörner, buschige türkise Augenbrauen vor seinen gelben Augen und Nietenarmbänder am Handgelenk der Krallen. Zavok präsentiert sich selbstbewusst und überlegen, zeigt niemals Schwäche. Gegenüber Dr. Eggman verspürt er Hass, da dieser ihn zunächst versklavt, doch auch Sonic ist ihm ein Dorn im Auge.
In Sonic Lost World verschlägt es Sonic und Tails auf den Hexaglobus, wo sie erstmals auf die Schrecklichen Sechs treffen: Die Zeti Zazz, Zomom, Meister Zik, Zeena, Zor und ihr Anführer Zavok, die anfangs noch von Dr. Eggman mit einem kakophonisch Horn, welches ihnen bei Ungehorsam Schmerzen zufügt, kontrolliert werden. Als Sonic das Horn später entfernt, lassen die Schrecklichen Sechs ihren Zorn gegenüber Dr. Eggman freien Lauf und wollen an seiner statt die Weltherrschaft an sich reißen. Sonic besiegt einen nach dem anderen und zum Schluss ihren Anführer Zavok, welcher sich im Kampf vorübergehend gigantisch wachsen lässt. Als eine von Infinite gefertigte Kopie kehrt Zavok in Sonic Forces (2017) zurück, der an der Seite von Kopien von Shadow, Metal Sonic und Chaos der Sieg über Sonic gelingt. Zavok ist es, der später Sonics Gefängniszelle bewacht, jedoch kann Sonic entkommen, als er Zavok im Kampf besiegt. Zavok ist ein spielbarer Charakter in Mario & Sonic bei den Olympischen Spielen Rio 2016 (2016) und Mario & Sonic bei den Olympischen Spielen Tokyo 2020 (2019), sowie einer der wählbaren Fahrer in Team Sonic Racing (2019).
Zavoks japanischer Synchronsprecher ist Jōji Nakata (seit 2013), auf Englisch nach Travis Willingham (2013–2017) derzeit Patrick Seitz (seit 2019) und auf Deutsch war es Klaus Lochthove (2013–2020).
- Debüt: Sonic Lost World (2013)
- Aktuellster Auftritt: Sonic bei den Olympischen Spielen Tokyo 2020 (2020)

### Lyric
Lyric (japanisch: リリック Hepburn: Ririkku) ist eine große, monströse Schlange, die zudem in einem Roboteranzug steckt, der ihm Kontrolle über andere Roboter gewährt und zudem Roboterarme verleiht. Er ist durch und durch bösartig, voller Hass und zeigt niemals Reue oder Respekt. Er bezeichnet sich als letzten Überlebenden einer lange ausgestorbenen Rasse und will den ganzen Planeten in eine Welt von lebenden Metall verwandeln. Schon zu Lebzeiten seiner Rasse wurde er deswegen als große Bedrohung angesehen und versiegelt. Über 1.000 Jahre später wird Lyric in Sonic Boom: Lyrics Aufstieg (2014) von Sonic gefunden und versehentlich befreit. Daraufhin setzt Lyric seine Pläne fort und verbündet sich vorübergehend mit Dr. Eggman, nimmt ihn sogar Metal Sonic ab. Doch letztendlich wird Lyric besiegt, als Sonic, Tails, Knuckles und Amy zusammen gegen ihn kämpfen, wobei Dr. Eggman den letzten, entscheidenden Schuss abfeuert. Im quasi parallel spielenden Sonic Boom: Der zerbrochene Kristall (2014) kann Lyric vorübergehend die Kontrolle über Shadow the Hedgehog und auch über Amy erlangen, bis er auch hier besiegt wird.
Lyrics japanischer Synchronsprecher ist Jūrōta Kosugi (2014), auf Englisch Patrick Seitz (2014) und auf Deutsch Thomas Schmuckert (2014).
- Debüt: Sonic Boom: Lyrics Aufstieg (2014)
- Aktuellster Auftritt: Sonic Boom: Der zerbrochene Kristall (2014)

## Nebencharaktere
Nachfolgend aufgeführt sind Charaktere der Sonic-Spieleserie, die entweder nur ein einziges Mal auftauchen oder kaum nennenswerten Einfluss auf die Geschichte und die Spieleserie haben.
- Tiere: Kleine Tierchen, die Dr. Eggman als Energiequelle für seine Badniks gefangen hält und von Sonic und seinen Freunden befreit werden, namentlich beispielsweise Flicky, Cucky, Pecky, Picky, Pocky, Ricky, Rocky, Locky, Tocky, Wocky, Becky oder Micky.
- Badniks: Roboter, die von Dr. Eggman geschaffen wurden und Tiere als Energiequelle nutzen, namentlich beispielsweise Moto Bug, Buzz Bomber, Chopper, Caterkiller, Crabmeat, Newtron, Orbinaut, Batbrain oder EggRobo.
- Silver Sonic: Von Dr. Eggman geschaffenes, kleines, weißes Roboter-Ebenbild von Sonic mit Greifarmen in der Scrambled Egg Zone von Sonic the Hedgehog 2 (8-Bit) (1992).
- Mecha Sonic: Von Dr. Eggman geschaffenes, mattgraues Roboter-Ebenbild von Sonic mit Kettensägen in der Death Egg Zone von Sonic the Hedgehog 2 (1992).
- Mecha Sonic mkII: Von Dr. Eggman geschaffenes, dunkelblaues Roboter-Ebenbild von Sonic rotem Visier in der Sky Sanctuary Zone von Sonic & Knuckles (1994).
- Has Bean: Ein kleines Wesen, welches in Dr. Robotniks Bohnenmaschine gelangt und im Grunde den spielbaren Charakter in Dr. Robotnik’s Mean Bean Machine (1993) darstellt.
- Heavy & Bomb: Zwei kleine Roboter, die kurzzeitig Team Chaotix angehören und in Knuckles’ Chaotix (1995) spielbar sind.
- Witchcart: Eine bösartige Hexe, welche ihre Gegner in Kristalle verwandeln kann und Tails’ Widersacherin in Tails’ Skypatrol (1995).
- Bean the Dynamite: Ein grüner Specht, einer der acht Kämpfer in Sonic the Fighters (1996), Sohn des Hauptcharakters Bin im 1988 veröffentlichten Spiel Dynamite Düx und als Illusion in einem Bosskampf in Sonic Mania (2017) vorhanden.
- Bark the Polar Bear: Ein ockerfarbener Eisbär, einer der acht Kämpfer in Sonic the Fighters (1996) und als Illusion in einem Bosskampf in Sonic Mania (2017) vorhanden.
- Honey the Cat: Eine rot-schwarze Katze und eine in Sonic the Fighters (1996) enthaltene Kämpferin, welche jedoch ohne Hacking und Cheats nicht erreichbar war, bis sie bei einem Port des Spiels im Jahre 2012 freigeschaltet wurde.
- Tails Doll: Eine unheimliche, Tails nachempfundene Puppe, die in Sonic R (1997) als Wettläufer freigeschaltet werden kann und für Creepypasta-Geschichten im Internet sorgte.
- Froggy: Der beste Freund von Big the Cat, der in Sonic Adventure (1998) vielfach gejagt und auch sonst oftmals von Big vermisst und gesucht wird.
- Birdie: Ein Flicky, welches in Sonic Adventure (1998) vom Amy Rose beschützt wird und seine Eltern sucht, die in E-101 Beta und E-102 Gamma als Energiequelle gefangen sind, bis diese zerstört sind.
- Zero: Ein Roboter, der Amy Rose und Birdie in Sonic Adventure (1998) auf Schritt in Tritt verfolgt, bis Amy ihn zerstört.
- E-101 Beta: Erster Roboter von Dr. Eggmans Egg Carrier-Crew in Sonic Adventure (1998), Farbe schwarz, der im Kampf gegen E-102 Gamma unterliegt, jedoch zu E-101 mkII modifiziert wird, ehe E-102 Gamma ihn zerstören kann.
- E-102 Gamma: Zweiter Roboter von Dr. Eggmans Egg Carrier-Crew in Sonic Adventure (1998), Farbe rot, einer der sechs spielbaren Charakter im Spiel, der sich am Ende selbst opfert.
- E-103 Delta: Dritter Roboter von Dr. Eggmans Egg Carrier-Crew in Sonic Adventure (1998), Farbe blau, wird von E-102 Gamma in Windy Valley zerstört.
- E-104 Epsilon: Vierter Roboter von Dr. Eggmans Egg Carrier-Crew in Sonic Adventure (1998), Farbe orange, wird von E-102 Gamma in Red Mountain zerstört.
- E-105 Zeta: Fünfter Roboter von Dr. Eggmans Egg Carrier-Crew in Sonic Adventure (1998), Farbe lila, wird von E-102 Gamma in Hot Shelter zerstört.
- Pachacamac: Tikals Vater, der in der Vergangenheit, wie in Sonic Adventure (1998) zu sehen, aus Machtgier und Kriegslust den Zorn von Chaos auf sich zog.
- Maria Robotnik: Dr. Eggmans Cousine, Professor Gerald Robotniks Enkelin und Shadows beste Freundin, die wie in Sonic Adventure 2 (2001) zu sehen, vor 50 Jahren beim Sturm auf die Weltraumkolonie ARK ums Leben kam.
- Biolizard: Der Prototyp der ultimativen Lebensform von Professor Gerald Robotnik, gegen den Sonic und Shadow the Hedgehog in Sonic Adventure 2 (2001) auf der Weltraumkolonie ARK kämpfen müssen.
- Präsident: Der Präsident aller Menschen der Erde, der sich mit den globalen Bedrohungen in Sonic Adventure 2 (2001) und Shadow the Hedgehog (2005) auseinandersetzen muss.
- G.U.N. Commander: Oberhaupt der menschlichen G.U.N.-Armee in Shadow the Hedgehog (2005) und zugleich früherer Kindheitsfreund von Maria Robotnik, der Shadow die Schuld an ihrem Tod gibt.
- Black Doom: Bösartiger Außerirdischer, aus dessen Blut einst Shadow von Professor Gerald Robotnik erschaffen wurde und in Shadow the Hedgehog (2005) auf die Erde zurückkehrt, um Krieg und Zerstörung walten zu lassen.
- Emerl: Ein uralter Gizoid einer früheren Zivilisation, der von Dr. Eggman in Sonic Battle (2003) gefunden wird, aber lieber Freundschaft mit Sonic und den anderen schließt.
- E-121 Phi: Eine von Dr. Eggman geschaffene Kopie von Emerl, die sich Sonic und seinen Freunden in Sonic Battle (2003) in den Weg stellt, aber besiegt wird.
- G-merl: Eine von Dr. Eggman geschaffene Kopie von Emerl, die sich Sonic und seinen Freunden in Sonic Advance 3 (2004) in den Weg stellt, sich später aber gegen Dr. Eggman wendet.
- Mecha Knuckles: Von Dr. Eggman geschaffenes, mattgraues Roboter-Ebenbild von Knuckles the Echidna, vergleichbar mit Mecha Sonic, in der Angel Island Zone von Sonic Advance (2001).
- Vanilla the Rabbit: Die Mutter von Cream the Rabbit, die in Sonic Advance 2 (2002) von Dr. Eggman entführt wird und von Super Sonic gerettet werden muss.
- Prinzessin Elise: Prinzessin von Soleanna in Sonic the Hedgehog (2006), in der die Flammen des Unheils versiegelt wurden, weswegen sie von Dr. Eggman entführt, aber von Sonic mehrfach gerettet wird.
- Herzog von Soleanna: Vater von Prinzessin Elise, der in Sonic the Hedgehog (2006) beim Solaris-Projekt verstarb und dabei unabsichtlich Mephiles erschuf.
- Mephiles: Teuflische Materie, welche in Sonic the Hedgehog (2006) eine grobe Form von Shadow the Hedgehog annimmt, zeitreisen kann und vorübergehend Sonic tötet, bevor er sich mit Iblis zu Solaris vereint.
- Iblis: Nahezu unbezwingbares, riesiges Feuermonster in der apokalyptischen Zukunft von Sonic the Hedgehog (2006), gegen den sich Silver und Blaze schon ihr ganzes Leben behaupten müssen.
- Shahra: Weiblicher Ringgeist in Sonic und die Geheimen Ringe (2007), welche Sonic in die Welt von Tausendundeine Nacht holt, sich aber im Kampf gegen den Erazor Djinn selbst opfert.
- Erazor Djinn: Bösartiger Lampengeist in Sonic und die Geheimen Ringe (2007), der die Märchenwelt auslöschen will, aber selbst als Alf-Layla-wa-Layla von Darkspine Sonic besiegt wird, sodass er Sonic drei Wünsche gewähren muss.
- Darkspine Sonic: Eine spezielle Form von Super Sonic mit den drei Weltenringen der Emotionen, spielbar in Sonic und die Geheimen Ringe (2007) sowie im Mobilegame Sonic Forces: Speed Battle (2017).
- Marine the Raccoon: Ein kindisches und überdrehtes Waschbärmädchen in Blazes Dimension, die Sonic und Tails in Sonic Rush Adventure (2007) unterstützt und begleitet.
- Captain Whisker: Roboter-Piratenkapitän in Sonic Rush Adventure (2007), der sich Sonic in den Weg stellt und nicht zufällig große Ähnlichkeiten mit Dr. Eggman aufweist.
- Johnny: Roboter-Pirat, optisch an einen Hai und eine Rakete erinnernd, der sich in Sonic Rush Adventure (2007) in Jetski-Wettrennen um Chaos Emeralds mit Sonic misst.
- Ifrit: Sagenumwobenes Monster aus einer anderen Dimension, welches Dr. Eggman Nega in Sonic Rivals 2 (2007) zu beschwören versucht, aber letztendlich in Ifrits Dimension strandet.
- Shade: Ein Echidnamädchen des Nocturnus-Clans in Sonic Chronicles: Die Dunkle Bruderschaft (2008), welches 4.000 Jahre im Twilight-Raum versiegelt war, sich dann aber von ihrem Anführer Imperator Ix abwendet, die Seiten wechselt und sich Sonics Team anschließt.
- Imperator Ix: Anführer des Nocturnus-Clans der Echidnas, der einst gegen Pachacamacs Stamm kämpfte, dann 4.000 Jahre im Twilight-Raum versiegelt war, ehe er in Sonic Chronicles: Die Dunkle Bruderschaft (2008) zurückkehrte und wegen seiner Eroberungspläne von Super Sonic besiegt wurde.
- Sonic the Werehog: Sonics nächtliche, werwolfähnliche Form in Sonic Unleashed (2008), in der er vor allem über Kraft verfügt und seine Arme und Beine sehr lang strecken kann.
- Chip: Ein kleiner, roter Gnom, der sich in Sonic Unleashed (2008) zunächst an nichts erinnern kann und sich mit Sonic anfreundet, während dieser ihm den Namen Chip gibt und helfen möchte, sich an seine Vergangenheit zu erinnern.
- Dark Gaia: Repräsentant der Dunkelheit und Zerstörung, der in Sonic Unleashed (2008) von Dr. Eggman freigesetzt wurde, Anführer der auftauchenden Dark-Gaia-Schergen und der Gegenpol zum zunächst vermissten Light Gaia.
- Professor Pickle: Ein weiser, alter Professor, der Sonic, Tails und Chip in Sonic Unleashed (2008) mit Rat und Tat zur Seite steht und eine Vorliebe für Gurkenbrote besitzt.
- SA-55: Kleiner, silberfarbener Roboter, der Dr. Eggman in Sonic Unleashed (2008) zur Seite steht und den Prototyp des späteren Orbot darstellt.
- Merlina: Zauberin und Enkelin des großen Merlin im Königreich Camelot von Sonic und der Schwarze Ritter (2009), welche Sonic im Kampf gegen den Schwarzen Ritter König Arthur um Hilfe bittet, aber eigentlich andere Pläne verfolgt.
- König Arthur: Der schwarze Ritter im Königreich Camelot von Sonic und der Schwarze Ritter (2009), der sich verändert haben soll, seit er das Schwert Excalibur an sich genommen hat und gegen Sonic kämpfen muss.
- Lancelot, Gawain und Parzival: Die Ritter der Tafelrunde im Königreich Camelot von Sonic und der Schwarze Ritter (2009), in den Gestalten von Shadow, Knuckles und Blaze.
- Excalibur Sonic: Eine spezielle Form von Super Sonic mit den vier Schwertern der Tafelrunde in goldener Rüstung, spielbar in Sonic und der Schwarze Ritter (2009) sowie in den Mobilegames Sonic Dash und Sonic Forces: Speed Battle.
- Wisps: Außerirdische von Planet Wisp, welche in Sonic Colours (2010) durch Dr. Eggmans intergalaktischen Vergnügungspark und seinen Plänen, den Wisps die Kräfte abzusaugen, in Probleme geraten, bis Sonic sie rettet, auch indem er selbst die Fähigkeiten der Wisps nutzt.
- Time Eater: Dunkle Kreatur, welche über die Zeit gebietet und in Sonic Generations (2011) von Dr. Eggman zu seinen Zwecken missbraucht wird, bis Sonic den Time Eater besiegen und die Zeit wieder in Ordnung bringen kann.
- Zazz: Rosafarbener, hyperaktiver und bombenwerfender Zeti, sowie einer der Schrecklichen Sechs in Sonic Lost World (2013), zudem spielbar in Mario & Sonic bei den Olympischen Spielen Rio 2016 (2016) sowie Mario & Sonic bei den Olympischen Spielen Tokyo 2020 (2019).
- Zomom: Gelber, übergewichtiger, dümmlich wirkender und immer hungriger Zeti, sowie einer der Schrecklichen Sechs in Sonic Lost World (2013).
- Meister Zik: Hellblauer, alter, weiser und sehr kleiner Zeti, sowie einer der Schrecklichen Sechs in Sonic Lost World (2013).
- Zeena: Grüner, weiblicher, selbstverliebter und arroganter Zeti, sowie einer der Schrecklichen Sechs in Sonic Lost World (2013).
- Zor: Lilafarbener, deprimierter, pessimistischer und jammernder Zeti, sowie einer der Schrecklichen Sechs in Sonic Lost World (2013).
- Cliff: Intelligenter und technisch versierter Freund von Sonic in Sonic Boom: Lyrics Aufstieg (2014), der den Helden mit Rat und Tat zur Seite steht.
- D-Fekt: Von Dr. Eggman geschaffener, kleiner Roboter, der in Sonic Boom: Feuer & Eis (2016) eine Rolle spielt und größere Roboter übernehmen sowie steuern kann.
- Hard Boiled Heavies: EggRobo-Badniks, die in Sonic Mania (2017) durch den Phantom Ruby mächtiger geworden sind, angeführt vom Heavy King, gefolgt vom Heavy Gunner, Heavy Magician, Heavy Rider und Heavy Shinobi.
- Infinite: Ehemaliger Söldner, der von Shadow the Hedgehog einst so gedemütigt wurde, sodass er in Sonic Forces (2017) mit der Macht des Phantom Ruby und seiner Maske Sonic ausschaltet und einen bedrohlichen Feind darstellt.
- Dodon Pa: Ein älterer Tanuki, welcher die Rennen in Team Sonic Racing (2019) organisiert und veranstaltet, jedoch Sonic und seinen Freunden verdächtig erscheint.
- Sage: Eine von Dr. Eggman geschaffene, künstliche Intelligenz, visuell als ein Hologramm eines Mädchens in Sonic Frontiers (2022) dargestellt, die sich im Cyberspace der Ahnen stark weiterentwickelt und sich Sonic zunächst in den Weg stellt.
- Ahnen: Ein hochentwickeltes, außerirdisches Volk mit flüssigen Körpern, welches einst vor einem mächtigen Gegner mit den Chaos Emeralds auf den Planeten Erde flüchtete, seine Erinnerungen im Cyberspace und in den Koco abspeicherte und in Sonic Frontiers (2022) ausgelöscht wurden.
- Koco: Kleine, steinähnliche Wesen, die in Sonic Frontiers (2022) als verkörperte Erinnerungen der Ahnen auf den Starfall Islands leben und dort von Sonic aufgefunden werden können.
- Conductor: Der Schaffner des Zuges „Mirage Express“ in The Murder of Sonic the Hedgehog (2023), welcher im Spiel nach 32 Jahren in dieser Tätigkeit seinen letzten Arbeitstag hat.
- Barry: In der Gestalt eines Quokka der Kellner des Zuges „Mirage Express“ in The Murder of Sonic the Hedgehog (2023), welcher im Spiel seinen ersten Arbeitstag hat, bei den Ermittlungen hilft und dessen Name frei festgelegt werden kann.
- Trip the Sungazer: Ein tollpatschiges Riesen-Gürtelschweif-Mädchen von den Northstar Islands und freispielbarer Charakter in Sonic Superstars (2023), welche oft eine starke Panzerung trägt und sich von Dr. Eggman sowie Fang the Hunter distanziert, nachdem sie sich mit Amy anfreundet.
- Black Dragon: Ein vor langer Zeit auf den Northstar Islands von Trips Vorfahren verbannter, riesiger lila Drache, der in Sonic Superstars (2023) von Dr. Eggman wieder befreit wurde, sodass Super Sonic ihn im Endbosskampf des Spiels erneut versiegeln muss.
- Ariem: Die Traumweberin und Hüterin der Reverie in den Traumwelten von Reverie Haven in Sonic Dream Team (2023), welche Sonic und seinen Freunden stets beisteht.

## Nebencharaktere in anderen Medien
Nachfolgend aufgeführt sind Charaktere des Sonic-Franchises, die in verschiedenen, anderen Medien, wie Comics, TV-Serien oder Kinofilmen, eine größere oder eine mittelgroße Rolle spielen, aber nicht (oder nur daraufhin anschließend mit einem Kurzauftritt) in den Spielen auftauchen. Sehr kleine Nebencharakterrollen, die nur in diesen anderen Medien vorkommen, werden nicht aufgeführt.
- Scratch: Dr. Robotniks Roboter in der Gestalt eines humanoiden Hahns in Sonic der irre Igel, vorlaut und durchtrieben, immer an der Seite von Grounder, auch in Dr. Robotnik’s Mean Bean Machine (1993) vertreten.
- Grounder: Dr. Robotniks Roboter auf planierraupenartigen Ketten in Sonic der irre Igel, naiv und tollpatschig, immer an der Seite von Scratch, auch in Dr. Robotnik’s Mean Bean Machine (1993) vertreten.
- Coconuts: Dr. Robotniks Roboter und Konkurrenz von Scratch und Grounder in Sonic der irre Igel, der ständig zum Kloputzen degradiert wird, auch in Dr. Robotnik’s Mean Bean Machine (1993) vertreten.
- Mama Robotnik: Dr. Robotniks Mutter in Sonic der irre Igel, die so energiegeladen, reizbar und bösartig ist, dass sich sogar ihr Sohn Dr. Robotnik vor ihr fürchtet.
- Robotnik Jr.: Ein von Dr. Robotnik geschaffener Roboter in Sonic der irre Igel in der Gestalt eines pupertären Sohnes, der sich gegenüber Dr. Robotnik jedoch sehr rüpelhaft verhält und sich stattdessen mit Sonic anfreundet.
- Breezie: Ein von Dr. Robotnik geschaffener Roboter in Sonic der irre Igel in der Gestalt eines attraktiven, weiblichen Igels, dessen Reize Sonic vorübergehend betören können.
- Wes Weasley: Der hausierende Verkäufer in Sonic der irre Igel, der Dr. Robotnik und seinen Robotern in einigen Episoden immer wieder vielversprechende, aber meist verrückte und unbrauchbare Dinge andreht.
- Professor von Schlemmer: Gutartiger, aber komplett durchknallter Wissenschaftler in Sonic der irre Igel, der Sonic und Tails mehrere Male hilft.
- Professor Keinstein: Wissenschaftler in der Gestalt eines Hundes in Sonic der irre Igel, der von Dr. Robotnik gezwungen wird, eine Zeitmaschine zu bauen, dies dann aber auch für Sonic und Tails tut.
- Sally Acorn: Weibliches, tapferes Eichhörnchen, Prinzessin von Mobius, Hauptcharakter in Sonic SatAM und in den Archie-Comics, Nebencharakter in Sonic the Comic.
- Bunnie Rabbot: Weibliches Cyborg-Kaninchen, welches in Sonic SatAM und in den Archie-Comics zur Hälfte robotisiert wurde, aber nur ihre Beine und ein Arm aus Metall bestehen.
- Rotor: Ein Walross und Erfinder, der den Helden in Sonic SatAM und in den Archie-Comics aus dem Hintergrund unterstützt und mit seinen Erfindungen beeindruckt.
- Antoine Depardieu: Ein Kojote und königliche Wache in der Ausbildung in Sonic SatAM und in den Archie-Comics (dort D´Coolete genannt), der mit französischem Akzent spricht und sich in Sally Acorn verliebt hat.
- Nicole: Ein hochentwickelter, tragbarer Computer in Sonic SatAM und in den Archie-Comics, der mit Sally redet und ihr hilft, Dr. Robotniks Maschinen zu analysieren und zu hacken.
- Onkel Chuck: Sonics Onkel in Sonic SatAM, Sonic Underground und in den Archie-Comics. Erfinder des Robotisierers und der Powerringe, doch von Dr. Robotnik einst selbst robotisiert worden.
- Dulcy the Dragon: Ein ungeschicktes, großmäuliges Drachenweibchen aus der zweiten Staffel von Sonic SatAM, auf dessen Rücken die Helden mitfliegen können, es jedoch immer zu Bruchlandungen kommt.
- Snively: Dr. Robotniks Neffe und Gehilfe in Sonic SatAM, der sehr klein und schmächtig ist und deswegen oft von Dr. Robotnik runtergemacht wird, aber im Geheimen selbst die Weltherrschaft anstrebt.
- Dr. Ovi Kintobor: Ein gutartiger, dürrer Wissenschaftler in Sonic the Comic, der nach seiner unfreiwilliger Verwandlung zum bösen Dr. Ivo Robotnik den Helden als eingespeiste KI in Form eines Computer-Hologramms gegen sein eigenes, gegenwärtiges Ich hilft, wo er kann.
- Johnny Lightfoot: Ein hasenähnlicher Pocky in roter Lederjacke, der in Sonic the Comic an Sonics Seite kämpft bis zu seinem tragisch inszenierten Tod gegen Ende der Comicserie.
- Porker Lewis: Ein schweineähnlicher Picky in schwarzer Lederjacke, der in Sonic the Comic an Sonics Seite kämpft, manchmal ängstlich reagiert und zeitweise alleine mit der Metallix Brotherhood auf dem Little Planet gefangen gehalten wird.
- Metallix: In der identischen Gestalt von Metal Sonic wird Metallix in Sonic the Comic bekämpft, jedoch stellt sich später heraus, dass es tausende von ihnen, ein ganzes Volk namens Metallix Brotherhood gibt, die es zu besiegen gilt.
- Böser Super Sonic: Super Sonic tritt in Sonic the Comic als aggressiver, unkontrollierter Wahnsinniger auf, der alles und jeden töten will, egal ob Freund oder Feind. Im Verlauf der Geschichte bekommen er und Sonic zwei unterschiedliche Körper.
- Omni-Viewer: Der allwissende Herrscher in Gestalt eines Monitors mit Gesicht in der Special Stage in Sonic the Comic, der Sonics Freunde über Sonics und Dr. Ovi Kintobors Vergangenheit aufklärt, aber von Dr. Robotnik als Geisel genommen wird.
- Grimer: Grüner, knochiger Goblin mit fettigen Haaren als loyaler Gehilfe von Dr. Robotnik in Sonic the Comic, der bedingungslos zu seinem Meister hält, auch wenn dieser ihn schlecht behandelt.
- Megatox: Die Wissenschaftler in Sonic the Comic, welche die Chemikalien in der Chemical Plant Zone namens „Megamack“ entwickelten und schließlich eins mit der Flüssigkeit wurden, sodass sie diese seither nach Belieben steuern können, bis sie von Sonic weggespült werden.
- Captain Plunder: Ein Piratenanführer in Sonic the Comic, dessen Crew Sonic zunächst bekämpft, doch dann von der Macht der Chaos Emeralds friedliebend gemacht wird und eine eigene Spin-Off-Comicserie bei Fleetway erhielt.
- Marxio Brothers: Drei Elektriker-Brüder mit Schnurrbärten in Latzhosen in Sonic the Comic, die immer erbärmlich gegen Sonic versagen, der sich wiederum wiederholt über die katastrophale Qualität ihrer Videospiele beschwert, als Parodie an Super Mario Bros.
- Metamorphia: Ein bösartiger Gestaltenwandler in Sonic the Comic, welcher sich als grüner Sonic-Rivale „Cosmic the Hedgehog“ oder Sonics verlorenen Bruder „Tonic the Hedgehog“ ausgibt, bevor es zum Kampf und zu Metamorphias Ende kommt.
- Shortfuse the Cybernik: Ein von Dr. Robotnik erschaffener, nahezu unzerstörbarer Roboter aus dem besonders harten Metall Megatal, der jedoch ein eigenes Bewusstsein entwickelt und sich gegen Dr. Robotnik wendet.
- Tekno the Canary: Eine technisch begabte, weibliche Kanarienvogeldame in Sonic the Comic, welche zunächst für Dr. Robotnik arbeitet, dann aber die Seiten wechselt und Sonic mit ihrem technischen Wissen hilft.
- Plasma: Ein Monster aus purer Energie in Sonic the Comic, mit seinem Gehilfen Arnem Abacus, Meister der Protonen und Elektronen, welcher im Kampf zwischen Sonic und Commander Brutus besiegt wird.
- Commander Brutus: Als Eliteroboter von Dr. Robotnik in Sonic the Comic wurde Commander Brutus zusätzlich mit mitunter Megatal geupgraded, doch letztlich doch von Sonic und seinen Freunden besiegt.
- Dr. Zachary the Echidna: Ein uralter, weißer Echidna in Sonic the Comic, der schon zur Blütezeit der Echidnas lebte und über alle Geheimnisse seines Volkes weiß, sich jedoch Knuckles gegenüber rätselhaft zeigt.
- Sara: Die Tochter des Präsidenten im Sonic the Hedgehog (OVA) (1996), in dem die junge, braunhaarige Frau von Dr. Eggman entführt wird, da dieser sie zu einer Zwangsheirat zwingen und mit ihr Kinder zeugen will.
- Old Man Owl: Eine weise, alte, aber kurzsichtige Eule im Sonic the Hedgehog (OVA) (1996), die Sonic und Tails eine Eilnachricht des Präsidenten überbringt und anschließend in deren Heim verweilt.
- Sonia the Hedgehog: Rosa Igel, Tochter von Königin Aleena, Schwester von Sonic und Manic in Sonic Underground, wuchs bei adeligen Adoptiveltern in luxuriösen Verhältnissen auf, bis sie ihre Brüder kennenlernte und sich der Widerstandsbewegung anschloss.
- Manic the Hedgehog: Grüner Igel, Sohn von Königin Aleena, Bruder von Sonic und Sonia in Sonic Underground, wuchs unter Dieben und Plünderern auf, bis er seine Geschwister kennenlernte und sich der Widerstandsbewegung anschloss.
- Königin Aleena: Die rechtmäßige Herrscherin von Mobius und die Mutter von Sonic, Sonia und Manic in Sonic Underground, welche sie nach Dr. Robotniks Machtübernahme kurz nach deren Geburt bei vollkommen fremden Familien aussetzen musste, um sie so vor Dr. Robotnik zu schützen.
- Sleet: Intelligenter und gebildeter Kopfgeldjäger sowie Söldner unter dem Kommando von Dr. Robotnik in Sonic Underground, der dessen Roboter-Armeen leitet und anführt, immer an der Seite von Dingo.
- Dingo: Großer und kräftiger, aber einfältiger und naiver Soldat in den Diensten von Dr. Robotnik in Sonic Underground, der von Sleet, der kaum von seiner Seite weicht, in verschiedene Vehikel und Gegenstände verwandelt werden kann.
- Das Orakel von Delphius: Ein Bewahrer der Kultur von Mobius mit friedlichem Gemüt in Sonic Underground, welches die Zukunft vorhersagen kann, dabei aber meist in Rätseln spricht.
- Chris Thorndyke: Sohn einer reichen Familie, der in Sonic X eines Tages auf Sonic und seine Freunde trifft, sich mit ihnen anfreundet, bei sich zu Hause aufnimmt und oftmals mit in ihre Abenteuer hineingezogen wird.
- Chuck Thorndyke: Großvater von Chris Thorndyke in Sonic X, der sehr verständnisvoll auf die Beherbergung von Sonic und seinen Freunden reagiert und sich mit seiner Affinität für Erfindungen und Maschinen vor allem mit Tails gut versteht.
- Mr Tanaka: Der junge Butler im Hause Thorndyke in Sonic X, der sehr ernst und pflichtbewusst auftritt, aber auch mit ungeahnten Talenten und Fähigkeiten überrascht.
- Ella: Die Haushälterin im Hause Thorndyke in Sonic X, die sich sehr mütterlich und liebevoll, aber auch durchsetzungsstark und streng gegenüber Sonic und seinen Freunden zeigt.
- Helen: Eine gute Freundin von Chris Thorndyke in seinem Alter mit langen blonden Haaren in Sonic X, welche im Rollstuhl sitzt und bedauert, dass ihre Eltern nur wenig Zeit für sie haben, jedoch von Sonic aufgemuntert wird.
- Sam Speed: Der Onkel von Chris, ein renommierter Rennfahrer in Sonic X, der im Rennwagen immer wieder Wettrennen gegen den laufenden Sonic verliert.
- Topaz: Eine Geheimagentin in Sonic X, die in ihrer Tätigkeit immer wieder mit den Aufträgen und Machenschaften von Rouge the Bat konfrontiert wird, sodass ein nahezu rivalisierendes Verhältnis entsteht.
- Decoe und Bocoe: Zwei naive und tollpatschige Roboter, stets an der Seite von Dr. Eggman in Sonic X, sehr ähnlich wie Scratch und Grounder zuvor oder Orbot & Cubot im Anschluss.
- Bokkun: Ein kleiner, dunkellilafarbener, schwächlicher, aber aufmüpfiger Roboter, der in Sonic X Videobotschaften von Dr. Eggman an Sonic auf einem Fernseher übermittelt, der im Anschluss in die Luft fliegt.
- Cosmo the Seedrian: Eine grüne, pflanzliche Lebensform in der zweiten Staffel von Sonic X, welche Sonic um seine Hilfe bittet, nachdem die Metarex ihren Heimatplaneten und ihre Rasse vernichteten.
- Dark Oak: Anführer der dunklen, zerstörerischen Metarex und primärer Bösewicht in der zweiten Staffel von Sonic X, welcher letztendlich verbannt wurde.
- Tangle the Lemur: Ein weiblicher Lemur aus Spiral Hill Village in der Sonic-Comicserie von IDW, eine loyale Kämpferin und aufgrund der großen Beliebtheit nachträglich in den Mobilegames Sonic Dash und Sonic Forces: Speed Battle spielbar geworden.
- Whisper the Wolf: Ein weiblicher Wolf in der Sonic-Comicserie von IDW, eine starke Kämpferin, die meistens eine metallische Maske trägt und aufgrund der großen Beliebtheit nachträglich in den Mobilegames Sonic Dash und Sonic Forces: Speed Battle spielbar geworden.
- Belle the Tinkerer: Ein von Dr. Eggman aus Holz erbauter Roboter in der Gestalt einer Marionette in der Sonic-Comicserie von IDW, der von allen Charakteren das Ende aller Kämpfe und pazifistische Lösungen fordert und daher alle Roboter von Dr. Eggman befreien möchte.
- Dr. Starline: Ein intelligenter, bösartiger Wissenschaftler in der Gestalt einer Ente in der Sonic-Comicserie von IDW, welcher alle Pläne und Rückschläge von Dr. Eggman genaustens analysiert hat und dann auftritt, um es besser zu machen.
- Surge the Tenrec: Ein von Dr. Starline geschaffener Tenrek in der Sonic-Comicserie von IDW, welcher die Helden ersetzen soll, damit Dr. Starline die Weltherrschaft erlangen kann.
- Kitsunami the Fennec: Ein von Dr. Starline geschaffener Fennek in der Sonic-Comicserie von IDW, welcher die Helden ersetzen soll, damit Dr. Starline die Weltherrschaft erlangen kann.
- Irish the Hedgehog: Einer grüner Igel mit Zylinderhut, einem großen, vierblättrigen Kleeblatt und einem irischen Akzent, zur Feier des Saint Patrick’s Day.
- Tom Wachowski: Ein Polizist, der Sonic im Kinofilm Sonic the Hedgehog (2020) bei sich zuhause entdeckt und anschließend versucht, sich mit ihm zu arrangieren.
- Langklaue: Eine alte, weise Eule, die Sonic zu Beginn des Kinofilmes Sonic the Hedgehog (2020) großgezogen hat und ihm die magischen Ringe übergab.
- Agent Stone: Ein treuer und loyaler Handlanger von Dr. Robotniks in den Kinofilmen Sonic the Hedgehog (2020) und Sonic the Hedgehog 2 (2022).
- Mr. Dr. Eggman: Anführer des Chaos Komitees in Sonic Prime (2022–2024), eine alternative Version von Dr. Eggman in der Dimension von New Yoke City.
- Dr. Done It: Mitglied des Chaos Komitees in Sonic Prime (2022–2024), eine stark gealterte Version von Dr. Eggman mit langem, grauen Bart, im Deutschen gesprochen von Jürgen Kluckert und Franz-Georg-Maria Stegers.
- Dr. Deep: Mitglied des Chaos Komitees in Sonic Prime (2022–2024), eine philosophierende Version von Dr. Eggman, im Deutschen gesprochen von Gerald Schaale.
- Dr. Don’t: Mitglied des Chaos Komitees in Sonic Prime (2022–2024), eine jugendliche, bartlose Version von Dr. Eggman, welche kaum von seinem Handheld aufsieht, im Deutschen gesprochen von Hendrik Martz.
- Dr. Babble: Mitglied des Chaos Komitees in Sonic Prime (2022–2024), eine Baby-Version von Dr. Eggman, im Deutschen gesprochen von Anja Rybiczka.
- Nine: Alternative Version von Tails aus der Trümmerwelt New Yoke City in Sonic Prime (2022–2024) mit neun Fuchsschwänzen, der ohne Freunde aufgewachsen ist und sich Sonic deswegen nur schwer vertrauen kann.